# 金田一少年之事件簿 (電視劇)
《金田一少年之事件簿》是根據日本同名漫畫（包括衍生動畫、小説）改編，由名侦探金田一耕助的孙子金田一一和青梅竹马的七濑美雪、警视厅的剑持勇警部解决疑难事件的推理電視剧。讀賣電視台、日本電視台（NTV）分別在1995年、1996年、2001年、2014年、2022年五度日劇化，加上2005年的電視特別版，共有五個不同的主演版本，目前只有堂本剛演出的版本有一個正式的完結篇。

## 历代主要演員
歷代金田一飾演者均為傑尼斯旗下藝人，又以初代金田一堂本剛因印象契合最受好評，有些參與演出的演員有出現跨代參與演出的情況，通常是前代飾演配角的菜鳥演員在後代晉升飾演主要角色的情形，例如鈴木杏(第一代都築瑞穗→第二代七瀨美雪)以及成宮寬貴(第二代斑目揚羽→第四代高遠遙一)、上白石萌歌(第四代日劇單元「銀幕之殺人鬼」演出遊佐知惠美→第五代七瀨美雪)。
| 角色     | 歷代演員                | 歷代演員          | 歷代演員          | 歷代演員                | 歷代演員          | 介紹                                                    |
| 角色     | 第一代 （1995－1997年） | 第二代 （2001年） | 第三代 （2005年） | 第四代 （2013－2014年） | 第五代 （2022年） | 介紹                                                    |
| -------- | ----------------------- | ----------------- | ----------------- | ----------------------- | ----------------- | ------------------------------------------------------- |
| 金田一一 | 堂本剛                  | 松本潤            | 龜梨和也          | 山田涼介                | 道枝駿佑          | 本作男主角，不動高中2年級學生。                         |
| 七瀨美雪 | 友坂理惠                | 鈴木杏            | 上野樹里          | 川口春奈                | 上白石萌歌        | 本作女主角，不動高中2年級學生。                         |
| 劍持勇   | 古尾谷雅人              | 內藤剛志          | 加藤雅也          | 山口智充                | 澤村一樹          | 東京警視廳的警部。                                      |
| 佐木龍太 | 原知宏                  | 長谷川純          | －                | －                      | 岩崎大昇          | 不動高中2年級學生。                                     |
| 佐木龍二 | －                      | －                | －                | 有岡大貴                | －                | 不動高中1年級學生。                                     |
| 速水玲香 | 中山亞微梨              | 酒井若菜          | －                | －                      | －                | 演藝人員。                                              |
| 高遠遙一 | －                      | 藤井尚之          | －                | 成宮寬貴                | －                | 金田一一的宿敵，地獄傀儡師。                            |
| 真壁誠   | 佐野瑞樹                | －                | －                | 淺利陽介                | 細田佳央太        | 不動高中2年級學生，亦是推理研究會的成員。               |
| 鷹島友代 | 三浦理惠子              | －                | －                | －                      | －                | 不動高中2年級學生，亦是推理研究會和話劇社的成員。       |
| 明智健悟 | 池内萬作                | －                | －                | －                      | －                | 東京警視廳的警視。                                      |
| 五木陽介 | 利重剛                  | －                | －                | －                      | 渡邊大            | 自由作家。                                              |
| 向井猛夫 | 立川政市                | －                | －                | －                      | －                | 東京警視廳的刑事。第一代的原創角色。                    |
| 千堂恭子 | －                      | 山田優            | －                | －                      | －                | 不動高中2年級學生。本名千堂百惠。原作角色為千家貴司。   |
| 聖子     | －                      | 神崎詩織          | －                | －                      | －                | 不動高中2年級學生，推理研究社的成員。第二代的原創角色。 |
| 藁谷刑警 | －                      | 府川亮            | －                | －                      | －                | 東京警視廳的刑警。原作角色為中村刑警。                  |
| 李白龍   | －                      | －                | －                | 吳尊                    | －                | 台灣國際刑警。                                          |
| 畠山高德 | －                      | －                | －                | 宮下純一                | －                | 東京警視廳的刑警。第四代的原創角色。                    |

## 第一代（1995年 - 1997年）
包括兩部《金田一少年事件簿》連續劇、单发特別篇《学园七不可思议杀人事件》、《雪夜叉传说杀人事件》、剧场版《上海鱼人传说》5部作品，是导演堤幸彦的成名作。

### 主要演員
| 角色     | 演員       | 香港TVB配音 | 香港有線配音 | 介紹                                                                                          |
| -------- | ---------- | ----------- | ------------ | --------------------------------------------------------------------------------------------- |
| 金田一一 | 堂本剛     | 郭志權      | 陳廷軒       |                                                                                               |
| 七瀨美雪 | 友坂理惠   | 鄭麗麗      | 曾佩儀       |                                                                                               |
| 劍持勇   | 古尾谷雅人 | 招世亮      | 陳旭明       |                                                                                               |
| 真壁誠   | 佐野瑞樹   | 蘇強文      | 盧傑群       |                                                                                               |
| 佐木龍太 | 原知宏     | 馮錦堂      |              |                                                                                               |
| 鷹島友代 | 三浦理惠子 | 梁少霞      | 朱妙蘭       | 《歌劇院殺人事件》中，原作角色為早乙女涼子。 《墓場島殺人事件》中的犯人，原作版角色為森下麗美 |
| 速水玲香 | 中山亞微梨 | 林元春      |              |                                                                                               |
| 明智健悟 | 池內萬作   | 陳欣        |              |                                                                                               |
| 五木陽介 | 利重剛     | 陳欣→林保全 |              |                                                                                               |
| 向井猛夫 | 立川政市   | 黎偉明      |              | 東京警視廳的刑事，劍持的部下。                                                                |

### 每集列表
| 形式             | 集數 | 播出日期       | 標題                 | 原作       | 收視率   |
| ---------------- | ---- | -------------- | -------------------- | ---------- | -------- |
| 試播集           | SP1  | 1995年4月8日   | 学園七不思議殺人事件 | 漫畫第4案  | 16.7%    |
| 電視劇（第一季） | 1    | 1995年7月15日  | 異人館村殺人事件     | 漫畫第2案  | 23.6%    |
| 電視劇（第一季） | 2    | 1995年7月22日  | 悲戀湖殺人事件       | 漫畫第6案  | 23.2%    |
| 電視劇（第一季） | 3    | 1995年7月29日  | 歌劇院殺人事件       | 漫畫第1案  | 23.6%    |
| 電視劇（第一季） | 4    | 1995年8月5日   | 秘寶島殺人事件       | 漫畫第5案  | 21.2%    |
| 電視劇（第一季） | 5    | 1995年8月19日  | 絞首學園殺人事件     | 漫畫第8案  | 24.3%    |
| 電視劇（第一季） | 6    | 1995年9月2日   | 無首村殺人事件       | 漫畫第9案  | 20.0%    |
| 電視劇（第一季） | 7    | 1995年9月9日   | 蠟人形城殺人事件     | 漫畫第12案 | 22.2%    |
| 電視劇（第一季） | 8    | 1995年9月16日  | 蠟人形城殺人事件     | 漫畫第12案 | 29.9%    |
| 特別篇           | SP2  | 1995年12月30日 | 雪夜叉殺人事件       | 漫畫第3案  | 23.7%    |
| 電視劇（第二季） | 1    | 1996年7月13日  | 惡魔組曲殺人事件     | 動畫第6案  | 20.5%    |
| 電視劇（第二季） | 2    | 1996年7月20日  | 塔羅山莊殺人事件     | 漫畫第11案 | 20.4%    |
| 電視劇（第二季） | 3    | 1996年7月27日  | 塔羅山莊殺人事件     | 漫畫第11案 | 22.3%    |
| 電視劇（第二季） | 4    | 1996年8月3日   | 金田一少年的殺人     | 漫畫第10案 | 22.2%    |
| 電視劇（第二季） | 5    | 1996年8月10日  | 怪盜紳士的殺人       | 漫畫第13案 | 21.3%    |
| 電視劇（第二季） | 6    | 1996年8月17日  | 怪盜紳士的殺人       | 漫畫第13案 | 22.6%    |
| 電視劇（第二季） | 7    | 1996年8月31日  | 異人館酒店殺人事件   | 漫畫第7案  | 19.5%    |
| 電視劇（第二季） | 8    | 1996年9月7日   | 墓場島殺人事件       | 漫畫第14案 | 25.2%    |
| 電視劇（第二季） | 9    | 1996年9月14日  | 墓場島殺人事件       | 漫畫第14案 | 27.8%    |
| 劇場版           |      | 1997年12月13日 | 上海鱼人传说         | 小説第5案  | 14億日元 |

### 連續劇（第一季）
日本電視台於1995年4月8日21:00 - 22:54播出首個金田一系列特別篇《學園七不思議殺人事件》，結果反應十分熱烈。1995年7月15日起，首部金田一系列連續劇在日本電視台土九檔（周六晚九點）首播。雖然主角堂本剛的身形和髮型與漫畫中的金田一差距甚遠，而友坂理惠和上圍豐滿的七瀨美雪也有一段距離，但是劇集最後大受歡迎，平均收視率為23.9%。在1995年9月9日、9月16日播出的《蠟人形城殺人事件》，當時原作漫畫也正在連載中，結果電視劇比原作的連載進度更快，在漫畫出刊之前就已經洩漏了劇情。
1996年暑假時衛視中文台以中文配音方式在台灣播出，還請來歌手李玟代言，於每集開場前引言解說該集的劇情，中文形象曲為「愛我久一點」。同時近期網路上也有網友分享情報表示當年第一季電視劇的「蠟人形城殺人事件」中，單元角色之一的外國人瑪麗亞的中配為歌手李玟本人配音。
當年年末還製作了特別篇《金田一少年之事件簿 雪夜叉殺人事件》，接檔劇《銀狼怪奇檔案》主角不破耕助〈銀狼〉由堂本光一以一人分飾二角的方式在劇中結尾登場。在這個作品中，不破耕助被設定成是金田一的好友。此外，《雪夜叉傳說殺人事件》劇中的新聞節目「The Wide」（ザ・ワイド），主持人是由草野仁及飯星景子擔任，來賓則由織田無道以本人的身分演出。

#### 事件演員
- (待補充)

#### 工作人員
- 脚本：大石哲也、加藤學生、田子明弘、成田初、深澤正樹
- 音樂：見岳章
- 導演：堤幸彥、雨宮望、佐藤東彌、倉田貴也 等
- 製作：櫨山裕子、蒔田光治

#### 主題曲
- 《不是一個人》（ひとりじゃない）

演唱：堂本剛、作詞：森浩美、作曲：Mark Davis、編曲：船山基紀

### 連續劇（第二季）
第二季首播於1996年7月13日，為第一季的延續，因此演員及角色與第一季相同，平均收視率為22.4%。台灣地區由衛視中文台於1997年首播，首播月份不明。
《異人館飯店殺人事件》中，由於劇情安排金田一住院，因此由美雪代替他來進行推理（最後金田一也有登場）。此外，《銀狼怪奇檔案》中的「天神學園」學生（三宅健、秋山純、松山幸次）也特別客串了該集。有評論認為由於堂本剛（所屬團體為KinKi Kids）的搭檔堂本光一演出當時正在播出的TBS連續劇《嫩芽之時》（若葉のころ），由於無法確認光一的登場時間，為了讓兩人不要形成同團競爭的局面，因此刻意安排堂本剛（金田一）在本事件中住院。
此外，在《金田一少年的殺人》中，之後在第三季扮演七瀨美雪的鈴木杏飾演都築瑞穗一角，這也是她第一次的電視劇演出作品。

#### 事件演員
| 角色     | 演員     | 香港TVB配音 | 香港有線配音 | 介紹 |
| -------- | -------- | ----------- | ------------ | ---- |
| 真壁實   | 遠藤司   | 袁淑珍      | 張雪儀       |      |
| 怪盜紳士 | 兒島未散 | 蔡惠萍      |              |      |
| 都築瑞穗 | 鈴木杏   | 雷碧娜      |              |      |

#### 工作人員
- 脚本：大石哲也、加藤學生、田子明弘、成田初、深澤正樹
- 音樂：見岳章
- 導演：堤幸彥、雨宮望、佐藤東彌、倉田貴也 等
- 製作：櫨山裕子、蒔田光治

#### 主題曲
- 《從Kiss開始的懸疑劇》

演唱：KinKi Kids、作詞：松本隆、作曲 / 編曲：山下達郎

## 第二代（2001年）
以“21世纪的金田一少年”為口號，以全新班底製作，包括单发电视剧《魔法列车杀人事件》及第三部连续剧《金田一少年事件簿》。

### 主要演員
| 角色       | 演員     | 香港有線配音                | 介紹                                                                                     |
| ---------- | -------- | --------------------------- | ---------------------------------------------------------------------------------------- |
| 金田一一   | 松本潤   | 陳廷軒                      |                                                                                          |
| 七瀨美雪   | 鈴木杏   | 特別編：吳梅 連續劇：程文意 |                                                                                          |
| 劍持勇     | 內藤剛志 | 陳旭明                      |                                                                                          |
| 佐木龍太   | 長谷川純 |                             |                                                                                          |
| 速水玲香   | 酒井若菜 | 曾佩儀                      |                                                                                          |
| 高遠遙一   | 藤井尚之 | 劉昭文                      | 《魔術列車殺人事件》的犯人「地獄的傀儡師」，後來在《露西亞人形殺人事件》中從監獄中逃脫。 |
| 千堂恭子   | 山田優   |                             | 不動高中2年級學生。《魔犬森林的殺人》中的犯人，本名千堂百惠。原作角色為千家貴司。        |
| 斑目揚羽   | 成宮寬貴 | 劉昭文                      | 於《黑死蝶殺人事件》登場                                                                 |
| 香取洋子   | 雛形明子 |                             | 《幽靈客船殺人事件》的犯人                                                               |
| 聖子       | 神崎詩織 |                             | 不動高中2年級學生，推理研究社。第二代的原創角色。                                        |
| 藁谷刑警   | 府川亮   |                             | 東京警視廳的刑警。原作角色為中村刑警。                                                   |
| 二之宮朋子 | 綾瀨遙   |                             | 於《魔犬森林的殺人》登場。                                                               |

### 每集列表
| 集數 | 播出日期      | 標題                 | 原作       | 收視率 |
| ---- | ------------- | -------------------- | ---------- | ------ |
| SP   | 2001年3月25日 | 魔術列車殺人事件     | 漫畫第15案 | 18.1%  |
| 1    | 2001年7月14日 | 幽靈客船殺人事件     | 小説第2案  | 16.2%  |
| 2    | 2001年7月21日 | 幽靈客船殺人事件     | 小説第2案  | 14.4%  |
| 3    | 2001年7月28日 | 法蘭西銀幣殺人事件   | 漫畫第17案 | 13.3%  |
| 4    | 2001年8月4日  | 黑死蝶殺人事件       | 漫畫第16案 | 12.4%  |
| 5    | 2001年8月11日 | 黑死蝶殺人事件       | 漫畫第16案 | 14.1%  |
| 6    | 2001年8月25日 | 速水玲香誘拐殺人事件 | 漫畫第19案 | 14.4%  |
| 7    | 2001年9月1日  | 魔犬森林殺人事件     | 漫畫第20案 | 9.3%   |
| 8    | 2001年9月8日  | 露西亞人偶殺人事件   | 漫畫第24案 | 12.9%  |
| 9    | 2001年9月15日 | 露西亞人偶殺人事件   | 漫畫第24案 | 16.5%  |

### 連續劇（第三季）
日本電視台（NTV）於是在2001年3月25日以新的演員班底推出特別篇《魔術列車殺人事件》，效果不錯。因此，第三季正式於2001年7月14日播出，平均收視率13.7%。雖然是前兩季的延續，在第一代飾演配角督築瑞穗的鈴木杏在這一代則挑起飾演女主角七瀨美雪的大樑，此外、在本代中飾演命案關係人斑目揚羽的成宮寬貴日後在第四代亦飾演金田一的死敵：人稱「地獄傀儡師」的犯罪策畫者高遠遙一。
該劇於2003年3月28日於香港有線電視在播出，於2002年2月2日於TVBS-G在台灣首播。

#### 事件演員
- (待補充)

#### 工作人員
- 導演：下山天、佐藤東彌、長沼誠 等
- 製作：角田朋子、櫨山裕子

#### 主題曲
- 《時代》

演唱：嵐（ARASHI）、作詞 / 作曲：Tsukasa、編曲：Chokkaku

## 第三代（2005年）
暌違四年后，日本电视台于2005年9月24日周六21:00 - 23:09播出金田一系列特別篇，由於主要登场人物的设定性格大幅变更，觀衆反應欠佳，連續劇版製作計劃被擱置，也是历代金田一系列中唯一一部只有单发剧，没有制作连续剧的版本。

### 每集列表
|    | 播出日期      | 標題               | 原作       | 收視率 |
| -- | ------------- | ------------------ | ---------- | ------ |
| SP | 2005年9月24日 | 吸血鬼傳說殺人事件 | 漫畫第27案 | 18.6%  |

### 吸血鬼傳說殺人事件（單發劇）

#### 演員
| 角色       | 演員                              | 介紹 |
| ---------- | --------------------------------- | ---- |
| 金田一一   | 龜梨和也                          |      |
| 七瀨美雪   | 上野樹里                          |      |
| 劍持勇     | 加藤雅也                          |      |
| 湊青子     | 星野真里（成年） 有安杏果（童年） |      |
| 緋色景介   | 中村俊介                          |      |
| 猫間純子   | 小西美帆                          |      |
| 貴船葉平   | 江成正元                          |      |
| 海谷朝香   | 山下容莉枝                        |      |
| 二神育夫   | 正希光                            |      |
| 安池薫     | 矢島健一                          |      |
| 流山森太郎 | 保阪尚希                          |      |
| 比良川透   | 篠井英介                          |      |
| 辻由利亜   | 加藤羅莎                          |      |
| 高橋       | 田中聖                            |      |
| 仲根       | 中丸雄一                          |      |
| 加爾       | 紗榮子                            |      |
| 警官       | 滝裕次郎                          |      |

#### 工作人員
- 脚本：福間正浩
- 音樂：仲西匡
- 導演：池田健司
- 製作：桑原丈彌（NTV）、小林美穂（Crescendo）
- 製作著作：日本電視台

#### 主題曲
演唱：KAT-TUN、作詞：Takeshi、編曲 / 作曲：

## 第四代（2013年 - 2014年）
作爲日本電視台60周年特別節目，金田一系列於2013年以跨國拍攝的特別篇重啓。包括兩部单发电视剧和第四部連續劇《金田一少年の事件簿N（neo）》。連續劇一共九集，首集特別兩小時播放。

### 主要演員
| 角色       | 演員     | 香港配音      | 介紹 |
| ---------- | -------- | ------------- | --- |
| 金田一一   | 山田涼介 | 李凱傑        | 著名日本偵探金田一耕助的孫子，繼承了爺爺的推理才能。與美雪為青梅竹馬。 |
| 七瀨美雪   | 川口春奈 | 余欣沛→陳皓宜 | 金田一的青梅竹馬。 |
| 佐木龍二   | 有岡大貴 | 黃積權        | 金田一的高中學弟，擅長數學，喜愛攝影。 |
| 劍持勇     | 山口智充 | 陳廷軒        | 警視廳搜查一課的警部。 |
| 李白龍     | 吳尊     | 梁偉德        | 台灣籍的國際刑警，王龍的二兒子。 因事發半年前得到線報，追查九龍寶藏原子彈事件而來到香港，得到金田一的協助找出原子彈，使香港逃過危機。 在獄門塾殺人事件為了逮捕指示妹妹楊蘭在香港殺人的高遠遙一與金田一合作，臨時擔任獄門塾理科老師。 |
| 高遠遙一   | 成宮寬貴 | 黃啟昌        | 金田一的宿敵，地獄傀儡師。 在《香港九龍財寶殺人事件》中指示白龍的妹妹楊蘭殺人。 於《獄門塾事件》指示氏家貴之及濱秋子殺人，假扮獄門塾文科老師。 於《金田一少年敢死之行》指示道場龍殺人。                                              |
| 真壁誠     | 淺利陽介 | 胡家豪        | 不動高中推理研究社社長。本作中的波阿洛（）是他所飼養的小型犬。 |
| 畠山高德   | 宮下純一 | 張方正        | 警視廳刑事部刑事。劍持的部下。 |
| 黑河美穗   | 岡本梓   | 何璐怡        | 電影研究社高二生。女演員。曾被金田一懷疑是兇手。事件之後加入推理研究社。 |
| 辻隼人     | 萩原利久 | 鄧港文        | 電影研究社高一生。場記。事件之後加入推理研究社。 |
| 星野加奈惠 | 小島菖   | 黃淑芬        | 電影研究社高一生。場記。事件之後加入推理研究社。 |

### 每集列表
| 集數 | 播出日期      | 標題                 | 原作       | 收視率 |
| ---- | ------------- | -------------------- | ---------- | ------ |
| SP1  | 2013年1月12日 | 香港九龍財寶殺人事件 | 漫畫第36案 | 14.8%  |
| SP2  | 2014年1月4日  | 獄門塾殺人事件       | 漫畫第29案 | 9.1%   |
| 1    | 2014年7月19日 | 银幕之杀人鬼         | 漫畫第21案 | 12.4%  |
| 2    | 2014年7月26日 | 遊戲館殺人事件       | 漫畫第34案 | 7.7%   |
| 3    | 2014年8月2日  | 鬼火島殺人事件       | 小説第4案  | 8.8%   |
| 4    | 2014年8月9日  | 鬼火島殺人事件       | 小説第4案  | 10.2%  |
| 5    | 2014年8月16日 | 金田一少年敢死之行   | 漫畫第26案 | 7.4%   |
| 6    | 2014年8月23日 | 金田一少年敢死之行   | 漫畫第26案 | 11.0%  |
| 7    | 2014年9月6日  | 雪影村殺人事件       | 漫畫第23案 | 11.9%  |
| 8    | 2014年9月13日 | 薔薇十字館殺人事件   | 漫畫第37案 | 11.5%  |
| 9    | 2014年9月20日 | 薔薇十字館殺人事件   | 漫畫第37案 | 11.1%  |

### 香港九龍財寶殺人事件（單發劇）
在香港進行外景拍攝，日本電視台於2013年1月12日21:00 - 22:54播出。在新加坡由星和都會台零時差同步播出；在韓國由SBS Plus播出；在香港由無綫電視J2晚日本一小時首播；臺灣由緯來日本台晚日本兩小時首播。此外，美國亦由TV Japan於北美東部時區2013年1月12日晚上播放。

#### 演員
| 角色       | 演員                          | 香港配音 | 介紹 |
| ---------- | ----------------------------- | -------- | --- |
| 金田一一   | 山田涼介                      | 李凱傑   | 著名日本偵探金田一耕助的孫子，繼承了爺爺的推理才能。與美雪為青梅竹馬。 |
| 七瀨美雪   | 川口春奈                      | 余欣沛   | 金田一一的青梅竹馬。被外貌相似的楊蘭引誘，之後被新力給綁架。 |
| 楊蘭       | 川口春奈 富山彩奈（童年）     | 余欣沛   | 王龍的女兒，四個孩子中排行最小，瀧川龍太、李白龍與金龍東之妹。六歲時因目睹母親因身上的寶藏暗號紋身被新力與張永福迫害至引火自焚，而對他們起了復仇意圖。母親自殺後由母親的朋友接濟到日本生活。事發三個月前找出了紋身的秘密及父親王龍在大澳留下的線索而回流香港，在高遠遙一的指示下策畫復仇的殺人計劃，與三位兄長相認，將美雪的下落告知金田一，因殺害張永福、新力及劉艾薇被二兄李白龍給逮補。 |
| 佐木龍二   | 有岡大貴（Hey! Say! JUMP）    | 黃積權   | 金田一一的高中學弟，擅長數學，喜愛攝影。 |
| 李白龍     | 吳尊 浪川大輔（日語台詞替聲） | 梁偉德   | 台灣籍的國際刑警，王龍的二兒子。因事發半年前得到線報追查九龍寶藏原子彈事件而來到香港。得到金田一一的協助找出了原子彈使香港逃過危機。 |
| 金龍東     | 勝利（BIGBANG）               | 黃啟昌   | 王龍的三兒子，被韓國人給收養，高級飯店的服務生。 |
| 瀧川龍太   | 桐谷健太                      | 張方正   | 王龍的大兒子，時裝表演的負責人。事發前數天和劉艾薇相認。 |
| 劉艾薇     | 徐若瑄                        | 曾佩儀   | 時裝設計師，二十多年前目睹王龍被殺，張永福與新力之友，王龍前部下，為免傷及無辜把王龍的三個兒子救起。在殺人事件中欲和楊蘭相認，但因楊蘭認為其為張永福及新力的同謀而將她用玻璃碎片給割喉殺害。第三被害者。（原作：柳愛碧） |
| 張永福     | 矢野浩二                      | 許秉珩   | 王龍前部下，非常害怕蝴蝶而被楊蘭設計用毒殺害，第一被害者。 （原作：陳永福） |
| 新力       | 小松拓也                      | 雷霆     | 王龍前部下，被楊蘭在酒店25樓服裝室用鈍器將其給打死，第二被害者。 |
| 佐久間猛   | 水田航生                      | 李鎮然   | 瀧川龍太的助理。 |
| 楊美琴     | 福本幸子                      |          | 楊蘭、李白龍、金龍東及瀧川龍太的親生母親，王龍的妻子，身上的寶藏暗號紋身，身為了保護楊蘭在新力與張永福面前引火自焚。 |
| 王龍       | 曾志偉                        | －       | 二十多年前九龍城寨尚未清拆之前，為九龍城寨的皇帝。楊美琴的丈夫，楊蘭、李白龍、金龍東及瀧川龍太的父親。生前在大澳留下九龍寶藏的線索，因欲和港英政府談判，將九龍城寨石碑上的鑽石取下，向軍火商購買前蘇聯製造的核彈，因而被城寨居民視作叛徒將其給殺害。 |
| 老人的聲音 | 半海一晃                      |          | N/A |

#### 工作人員
- 導演：木村尚史
- 劇本：天樹征丸
- 原作：金田一少年の事件簿」（原作：天樹征丸 / 漫畫：佐藤文也）
- 製作人：櫨山裕子、内山雅博
- 製作著作：日本電視台

#### 主題曲
- 《Mystery Virgin》

演唱：山田涼介

### 獄門塾殺人事件（單發劇）
於馬來西亞拍攝，並和馬來西亞最大的媒體Media Prima共同製作，日本電視台於2014年1月4日21:00 - 23:18首播。香港由無綫電視J2晚日本35分鐘播出，臺灣由緯來日本台晚日本一小時播出。值得一提的是，本作在拍攝時不是按照原作設定在日本取景拍攝，而是更改設定在馬來西亞拍攝，原因是因為日本找不到適合的拍攝場景，因此尋求觀光單位協助，選擇和馬來西亞合作。

#### 演員
| 角色                                   | 演員                       | 日語台詞替聲 | 香港配音 | 介紹 |
| -------------------------------------- | -------------------------- | ------------ | -------- | --- |
| 金田一一                               | 山田涼介（Hey! Say! JUMP） | N/A          | 李凱傑   | 著名日本偵探金田一耕助的孫子，繼承了爺爺的推理才能。與美雪為青梅竹馬。獄門塾文科學生。 |
| 七瀨美雪                               | 川口春奈                   | N/A          | 陳皓宜   | 金田一的青梅竹馬。獄門塾理科學生。 |
| 佐木龍二 （原作：村上草太 ＆式部清子） | 有岡大貴（Hey! Say! JUMP） | N/A          | 黃積權   | 金田一一的高中學弟，擅長數學也喜愛攝影。獄門塾文科學生，和曾在斯巴達式預備學校「獄門塾」補習的馬太知有些交情。 |
| 李白龍 （原作：明智健悟）              | 吳尊                       | 東地宏樹     | 梁偉德   | 台灣籍的國際刑警，王龍的二兒子，瀧川龍太之二弟，金龍東與楊蘭之二兄。得知指示妹妹楊蘭殺人的幕後黑手是「地獄傀儡師」高遠遙一後，為了逮捕他並接穿其的殺人計畫於是和金田一等人聯手前往進入斯巴達式預備學校「獄門塾」，以臨時獄門塾理科老師的身分到馬來西亞森林進行強化合宿。 |
| 高遠遙一 赤尾一葉                      | 成宮寬貴                   | N/A          | 黃啟昌   | 金田一一的宿敵，地獄傀儡師。在《香港九龍財寶殺人事件》中指示白龍的妹妹楊蘭殺人，及於這集指示氏家貴之及濱秋子殺人。假扮獄門塾文科老師更一度男扮女裝，假扮成外籍玩具攤販來瞞過當時和阿一及美雪同行的李白龍。 |
| 氏家貴之                               | 北村一輝                   | N/A          | 陳欣     | 獄門塾主任講師，獄門塾理科老師《麻雀》之一；馬太知的親生父親。為了替兒子報仇跟在高遠遙一的指示下的秋子將六位組成欺凌團隊的獄門塾兼國際學院的交換學生的霧澤透、中屋敷學、陳劍隆、林智雄、梅素鶯及茂呂井連給殺害。 |
| 濱秋子                                 | 波瑠                       | N/A          | 何寶珊   | 獄門塾文科學生《麻雀》之一，和同為文科生的式部清子互為好友。因為學習方面的問題被雙親強迫進入斯巴達式預備學校「獄門塾」補習，經常被霧澤透、中屋敷學、陳劍隆、林智雄、梅素鶯及茂呂井連種種欺凌，加上家庭的許多問題苦惱下打算在走向平交道下尋短被馬太知給立即制止，當馬太知進入斯巴達式預備學校「獄門塾」補習並幫助與照顧她，讓秋子為此對對太知產生好感。可是被茂呂等人誤導以為太知是在施打毒品（實際上是在施打預防心臟病發作的藥品），然後調包太知的藥品以致其因病逝世，直到從好友清子口中得知真相被茂呂等人利用誤導感到很後悔，在高遠遙一的指示下跟馬太知的親生父親氏家貴之殺害霧澤透、中屋敷學、陳劍隆、林智雄、梅素鶯及茂呂井連。 |
| 式部清子 （原作：式部清子＆中屋敷學）  | 三吉彩花                   | N/A          | 凌晞     | 獄門塾文科學生，和同為文科生的濱秋子互為好友。曾告訴秋子有關馬太知在施打預防心臟病發作的藥品來維持他的生命。 |
| 中屋敷學 （原作：霧澤透＆海堂瞳）      | 前田公輝                   | N/A          | 陳灝瑋   | 獄門塾文科學生兼國際學院的交換學生。毒物注射引發休克致死，第六被害者。 |
| 霧澤透 （原作：近衛元彥＆繪波百合香）  | 栗原類                     | N/A          | 關令翹   | 獄門塾文科學生兼國際學院的交換學生（原作漫畫版：理科學生），對蕎麥有嚴重過敏。毒物注射引發休克致死，第三被害者。 |
| 林智雄 （原作：近衛元彥）              | 林柏宏                     | 堀田勝       | 李震權   | 獄門塾理科學生兼國際學院的交換學生，台灣人。毒物注射引發休克致死，第二被害者。 |
| 陳劍隆 （原作：鯨木大介）              | 劉以豪                     | 須田祐介     | 張方正   | 獄門塾文科學生兼國際學院的交換學生，台灣人。毒物注射引發休克致死，第五被害者。 |
| 梅素鶯 （原作：海堂瞳＆繪波百合香）    | 韓雨潔                     | 小暮智美     | 黃昕瑜   | 獄門塾理科學生兼國際學院的交換學生，台灣人。毒物注射引發休克致死，第四被害者。 |
| 馬太知 （原作：藍野修治）              | Nichkhun（2PM）            | N/A          | 張裕東   | 獄門塾以前的學生，韓國人，氏家貴之的親生兒子，由於罹患心臟病所以要施打預防發作藥品來維持生命。曾幫助被欺凌打算尋短的秋子，因為成績比霧澤透、中屋敷學、陳劍隆、林智雄、梅素鶯及茂呂井連他們好，導致被他們指使秋子暗中掉包藥物給在課堂上因病猝逝。 |
| 堂島耕平 （原作：嚴島蘭子）            | 笠原秀幸                   | N/A          | 陳卓智   | 副主任講師，獄門塾文科老師，對學生們十分地很嚴厲，就連進入獄門塾的金田一等人也不例外，當霧澤透、中屋敷學、陳劍隆、林智雄、梅素鶯及茂呂井連分別獄門塾和馬來西亞森林的太陽堂和月光堂宿舍中遇害，跟金田一透露曾見到在某家機械工廠工作的獄門塾已故的學生馬太知一邊工作也一邊認真學習的情景，感嘆像他這麼優秀的學生已經不存在，讓阿一查出兇手「麻雀」殺害近衛等人的動機和太知的猝逝案有關。 |
| 茂呂井連                               | 大石悠馬                   | N/A          | N/A      | 獄門塾學生，原理科學生兼國際學院的交換學生。在獄門塾中先遭到遇害，第一被害者。 |
| 溝岸刑警                               | 緋田康人                   | N/A          | 朱子聰   | 跟金田一一對立的刑警。 |

#### 工作人員
- 原作：天樹征丸
- 漫畫：佐藤文也（講談社）
- 編劇：天樹征丸
- 配樂：見岳章
- 執行製作：神藏克
- 製作人：櫨山裕子、內山雅博
- 導演：南雲聖一
- 馬來西亞外景共同製作：馬來西亞電視系統有限公司（TV3）
- 製作協助：Office Crescendo（日语：オフィスクレッシェンド）
- 製作出品：日本電視台

#### 主題曲
- 《Ride With Me》

演唱：Hey!Say!JUMP

### 連續劇（N系列／第四季）
2014年7月播出的日本電視台於週六晚間9點播映之週六連續劇，平均收視率10.5%。

#### 事件演員

##### 銀幕之殺人鬼（第1話）
（長篇漫畫第21宗案件）
私立不動高中一直流傳著“天蠍的詛咒”的傳聞，據說電影－《殺人狂天蠍》是一部神出鬼沒殺害其他人的驚嚇動作片，而且跟這部電影有關的人都會死亡，該電影最後被電影研究部的部員秘密封印於電影研究部。
| 角色       | 演員                    | 香港配音 | 介紹 |
| ---------- | ----------------------- | -------- | --- |
| 藏澤光     | 神木隆之介 （特別演出） | 曹啟謙   | 不動高校3年級生，兼電影研究部部長。日本電影業界大師－藏澤明的孫子，由他執導的獨立電影《殺人狂天蠍》曾於業餘電影節獲得銀獎。執意起用毫無經驗的美雪擔任電影－《琉璃之星》的女主角，因此引來美穗的不滿。最後遭到毒殺。         |
| 黑河美穗   | 岡本梓                  | 何璐怡   | 不動高校3年級生，電影研究部的女演員。夢想是成為藝人。 曾於水龍頭放置美工刀刀片，企圖令受到藏澤所招攬擔任電影女主角的美雪受傷，但被金田一及時發現而報復不果，事後亦為自己的行為深感懊悔。 整件案件水落石出後加入推理研究社。 |
| 遊佐知惠美 | 上白石萌歌              | 成瑤孆   | 不動高校1年級生。擔任場記，負責電影研究部的雜務工作。 |
| 泉谷繁樹   | 岡山天音                | 陳灝瑋   | 不動高校3年級生，負責電影研究部的劇本制作。以黑河為藍本撰寫《琉璃之星》的劇本。事件中的首個遇害者，死因是頭部被毆至頭蓋骨凹陷而死。                                                                                         |
| 真田廣志   | 中川大志                | 李致林   | 不動高校3年級生，是電影研究部的演員。被硬物重擊身亡。 |
| 門脇靖浩   | 大和田健介              | 林筠翔   | 不動高校3年級生，於電影研究部擔任攝影。被刺殺。 |
| 辻隼人     | 萩原利久                | 鄧港文   | 電影研究社高一生。場記，負責部內的雜務工作。事件之後加入推理研究部。 |
| 星野加奈惠 | 小島菖                  | 黃淑芬   | 電影研究社高一生。場記，負責部內的雜務工作。事件之後加入推理研究部。 |
| 本多影行   | 中島廣稀                | 李安邦   | 遊佐知惠美的哥哥，與藏澤同年。夢想是成為動作演員。兩年前成功入選獨立電影《殺人狂天蠍》的甄選，卻不幸於拍攝期間意外墮樓身亡。                                                                                                |
| 生物老師   | 桝太一 （NTV主播）      | 蘇強文   | |
| 體育老師   | 中西學                  | 蕭徽勇   | |
| 警察官     | 迫田孟彬                | 李震權   | |

##### 遊戲館殺人事件（第2話）
（長篇漫畫第34宗案件）
包括金田一和美雪在內，一行八人乘坐末班巴士離開「東京Fantasia Park」，卻無故捲入一位自稱為「Game Master」的人監督之下，強制參加一場以性命作為賭注的無差別殺人遊戲（逃生遊戲）。
| 角色     | 演員     | 香港配音 | 介紹 |
| -------- | -------- | -------- | --- |
| 麥林美佳 | 高橋惠子 |          | 在新宿經營酒吧。早年於富士樹海吊頸自殺，而被同樣前來自殺的菊川早苗藉由她的相貌及身份繼續生活。                                                                                      |
| 霜村生馬 | 渡部豪太 | 麥皓豐   | 見習品酒師。霜村志保之子，菊川梢同父異母的弟弟。在第三場尋寶逃生遊戲中，被紅酒標籤（Etiquette）畫框上的毒針刺中手指後隨即毒發身亡。                                                 |
| 菊川梢   | 福田彩乃 | 林元春   | 菊川早苗之女，霜村生馬同父異母的姊姊。雖於酒吧工作，卻是個完全不喝酒的人。事件告一段落後與町田和哉結婚。                                                                            |
| 町田和哉 | 上島龍兵 | 陳永信   | 生意失敗後便於麥林美佳的酒吧任職侍應，與菊川梢同樣是個滴酒不沾的人。事件告一段落後與菊川梢結婚。                                                                                    |
| 宝樹滋   | 阿部翔平 | 周倚天   | 遊戲設計師。曾於個人Twitter透露會為了新遊戲而前往「東京Fantasia Park」進行實地考察。                                                                                                |
| 霜村志保 | 山野海   | 雷碧娜   | 霜村生馬的生母。著名服飾製造商－Cross Universe的社長。於第一場解謎逃生遊戲中遭到設計因而被爆炸燃燒身亡。                                                                            |
| 菊川早苗 | 布施繪理 | 曾秀清   | 遊戲館主人（Game Master），菊川梢的生母。十一年前受人所騙而欠下一大筆債務，僅留下一封遺書後便自此便音訊全無。後來為了令菊川梢能承繼霜村家族的龐大遺產清還貸款，而設局殺害霜村母子。 |
| 殭屍     | 長谷川裕 |          | |

##### 鬼火島殺人事件（第3、4話）
（長篇小說第4宗案件）
鬼火島有個傳說，懷著憎恨而死的人會變成鬼火的姿態出現。不動醫院的一批實習醫生來到不知火島上進行培訓，但卻逐一像謎一樣被殺。
| 角色                 | 演員                 | 香港配音 | 介紹 |
| -------------------- | -------------------- | -------- | --- |
| 川崎洋三             | 布施博               | 馮志輝   | 不動綜合醫院醫生，兼任實習醫生集訓講師。 |
| 椎名真木男           | 增田貴久             | 李致林   | 不動綜合醫院的實習醫生，父親是普通的外科醫生。於島上集訓期間入住「金木犀」房間。與海老澤邦明是好友並支持海老澤。後被森村及加藤陷害而導致海老澤自殺。之後為復仇而利用鬼火島殺人傳説殺害森村及加藤，並利用海老澤所寫的小説情節殺人。過程中以假死來矇騙衆人。 |
| 加藤賢太郎           | 千葉雄大             | 關令翹   | 不動綜合醫院的實習醫生，父親是外科部長。被椎名真木男給上吊致死。 |
| 森村圭一             | 前野朋哉             | 張錦江   | 不動綜合醫院理事長的兒子，參加集訓的實習醫生之一。本案中的首位死者，於試膽大會翌日被發現倒卧於「百日紅」房間下方的空地上，頸部有曾被繩索勒緊過痕。 |
| 新谷百合             | 森口瑤子             | 成瑤孆   | 不動綜合醫院研習所兼職指導主任。海老澤邦明的阿姨。由於海老澤邦明自殺前沒有留下遺書，為了查出逼使姨甥走上絕路的真正原因而來到島上工作。 |
| 白石美穗             | 大野絲               | 梁少霞   | 不動綜合醫院的實習醫生，母親是該醫院的護士。島上集訓期間入住「銀杏」房間。 |
| 川島豐               | 桐山漣               | 林筠翔   | 不動綜合醫院的實習醫生，家人是內科部長。島上集訓期間入住「白樺」房間。在房間的窗外弄一個假鬼火來嚇唬椎名，卻成爲密室殺人的破案關鍵。 |
| 塚原傳造             | 品川徹               | 張炳強   | 鬼火島上研究所的管理員。 |
| 海老澤邦明           | 間宮祥太朗           | 李鎮然   | 在研習所過夜的實習醫生。真正的夢想是成爲一位成功的小説家，不需要上班的日子就會跟好友椎名一起寫偵探小說。故事開端自殺未遂並昏迷，到劇終仍未交代是否甦醒。                                                                                                   |
| 海老澤惠子           | 千葉雅子             | 袁淑珍   | 邦明的母親，醫師的護士。對於兒子自殺一事相當自責，認為是自己一手造成。 |
| 醫師                 | 俵木藤汰             |          | |
| 實習醫師             | 鈴木一希             | －       | |
| 護理師               | 辻本瑞貴             |          | |
| 天氣預報播報員的聲音 | 菅谷大介 （NTV主播） | 張錦江   | |

##### 金田一少年敢死之行 （第5、6話）
（長篇漫畫第26宗案件）
原著漫畫發生地點在香港，電視劇則改為神奈川縣。
| 角色     | 演員                    | 香港配音 | 介紹 |
| -------- | ----------------------- | -------- | --- |
| 道場龍   | 高橋楓翔                | 袁淑珍   | 本案凶手。十二年前與父親參加挖掘活動被關在洞裡十二年，從洞穴逃出後在高遠遙一的計畫下進行殺人，人稱「岩窟王」。 |
| 南麗子   | 美波                    | 劉惠雲   | 皇龍飯店東主的秘書。                                                                                           |
| 友利圭   | 佐藤二朗                | 葉振聲   | 神奈川縣警刑事。                                                                                               |
| 松岡修治 | KREVA                   | 蕭徽勇   | 資訊科技投資家。                                                                                               |
| 四之宮徹 | 駿河太郎                | 麥皓豐   | 古董商。 |
| 藤井文香 | 伊藤裕子                | 林元春   | 寶石商。 |
| 神山康介 | 林泰文                  | 馮錦堂   | 無業人士。 |
| 狩谷周平 | 半海一晃                | 林國雄   | 考古學教授。                                                                                                   |
| 川上剛史 | 川上剛史                | 馮志輝   | 催眠師。 |
| 教師     | 藤森慎吾 （東方收音機） | 蕭徽勇   | 學校的國語教師。                                                                                               |
| 主持人   | 大森廣志                | 梁偉德   | |
| 醫師     | 今野哲治                | 林國雄   | |

##### 雪影村殺人事件 （第7話）
（長篇漫畫第23宗案件）
| 角色       | 演員       | 香港配音 | 介紹 |
| ---------- | ---------- | -------- | --- |
| 島津匠     | 須賀健太   | 李震權   | 前棒球社王牌選手。葉多野春菜前男友，因左肩有傷而放棄棒球夢想。                                                       |
| 立石直也   | 入江甚儀   | 李安邦   | 前棒球社捕手。島津中學時期的同學。                                                                                   |
| 魚住響四郎 | 上遠野太洸 | 陳灝瑋   | 前輕音樂社社員，漁夫。島津中學時期的同學。                                                                           |
| 太刀川都   | 山下莉緒   | 黃淑芬   | 立志成為繪本作家的女孩。島津中學時期的同學。                                                                         |
| 社冬美     | 藤原令子   | 廖杏茵   | 立志成為女演員的女孩。島津中學時期的同學。因誣衊島津匠與葉多野春菜有血緣關係，導致葉多野春菜自殺，因而被島津匠殺害。 |
| 蓮沼綾花   | 平祐奈     | 葉曉欣   | 前網球社王牌選手。島津中學時期的同學。因誣衊島津匠與葉多野春菜有血緣關係，導致葉多野春菜自殺，因而被島津匠殺害。     |
| 葉多野春菜 | 小川涼     | 張頌欣   | 前美術社社員，一年前自殺身亡。島津中學時期的同學。島津匠前女友。                                                     |
| 今井龍矢   | 小木茂光   | 招世亮   | 雪影村當地居民。 |
| 太刀川節子 | 榊原郁惠   | 袁淑珍   | 小都的母親。 |
| 葉多野惠   | 中島博子   | 沈小蘭   | 春菜的母親。 |
| 刑事       | 是近敦之   | 張裕東   | |

##### 薔薇十字館殺人事件 （第8、9話）
（漫畫單行本20周年第4宗案件）
| 角色                   | 演員     | 香港配音 | 介紹 |
| ---------------------- | -------- | -------- | --- |
| 月讀吉賽兒／美咲吉賽兒 | 藤井美菜 | 羅孔柔   | 薔薇詩人。美咲蓮花的女兒。高遠遙一同父異母的妹妹，是整個事件的真兇。                                                                                       |
| 毛利御門               | 久保酎吉 | 譚炳文   | 薔薇十字館負責人。 |
| 佐久羅京               | 須賀貴匡 | 梁偉德   | 專門拍攝薔薇的攝影師。 |
| 冬野八重姬             | 野波麻帆 | 陳琴雲   | 插花藝術家。 |
| 祭澤一心               | 中村靖日 | 陳成港   | 「Bioflower」公司的社長。 |
| 禪田美瑠紅             | 久世星佳 | 蔡惠萍   | 花織（手工布花）老師。 |
| 皇翔                   | 橋本純   | 陳廷軒   | 插花作品展售店的老闆。 |
| 美咲蓮花               | 齊藤慶子 | 謝潔貞   | 薔薇培育師，亦是月讀吉賽兒的母親，是唯一栽培出藍色薔薇的薔薇培育師。她在一年前酒店舉行世界薔薇博覽會期間發生火災事故中不幸喪身，成為月讀吉賽兒的殺人動機。 |
| 電影館的老人           | 二瓶鮫一 | 陳曙光   | 高遠遙一偽裝成的人 |
| 高遠的父親             | 石塚運昇 | 陳曙光   | 貿易商人，實際上是高遠遙一的養父。 |

#### 工作人員
- 原作：天樹征丸
- 漫畫：佐藤文也（講談社）
- 編劇：高橋悠也
- 配樂：見岳章
- 執行製作：神藏克
- 製作人：櫨山裕子、荻野哲弘、內山雅博
- 導演：木村尚、狩山俊輔等
- 製作協助：Office Crescendo（日语：オフィスクレッシェンド）
- 製作出品：日本電視台

#### 主題曲
- 《Weekender》

演唱：Hey! Say! JUMP

## 第五代（2022年）
為紀念金田一系列30周年的徹底重啓之作，播出時段避開了系列傳統的七月期「土九」檔，首次重拍部份過去已真人化過的案件及拍攝系列一直較少拍攝的短篇事件，10集完結。已播畢。

### 連續劇（第五季）
2022年4月24日至7月3日於日本電視台「週日連續劇」時段播出的電視劇，由道枝駿佑主演。2022年3月10日，宣布登陸Disney+於全世界播出，于6月1日正式上线。
由於發生日本北海道观光船沉没事件，原定5月1日播出的第2集延期一周播出，當晚重播1996年版金田一日劇首集「悪魔組曲殺人事件」。

#### 主要演員
| 角色     | 演員       | 介紹                                  |
| -------- | ---------- | ------------------------------------- |
| 金田一一 | 道枝駿佑   | 不動高中學校的2年級生                 |
| 七瀨美雪 | 上白石萌歌 | 不動高中學校的2年級生；推理研究社成員 |
| 劍持勇   | 澤村一樹   | 東京警視廳搜查一課的警部              |
| 佐木龍太 | 岩崎大昇   | 不動高中學校的1年級生；推理研究社成員 |

#### 每集列表
| 集數                                                                      | File No. | 播出時間 | 標題                    | 原作           | 收視率 | 備注   |
| ------------------------------------------------------------------------- | -------- | -------- | ----------------------- | -------------- | ------ | ------ |
| 1                                                                         | File01   | 4月24日  | 学園七不思議殺人事件    | 漫畫第4案      | 7.8%   | 重拍版 |
| 2                                                                         | File02-1 | 5月08日  | 聖戀島殺人事件 前篇     | 漫畫第46案     | 6.2%   |        |
| 3                                                                         | File02-2 | 5月15日  | 聖戀島殺人事件 後篇     | 漫畫第46案     | 6.7%   |        |
| 4                                                                         | File03   | 5月22日  | 白蛇酒藏殺人事件        | 漫畫第45案     | 6.1%   |        |
| 5                                                                         | File04   | 5月29日  | 廁所的花子殺人事件      | 漫畫短篇第12案 | 5.7%   |        |
| 6                                                                         | File05-1 | 6月05日  | 金田一少年的殺人        | 漫畫第10案     | 5.5%   | 重拍版 |
| 7                                                                         | File05-2 | 6月12日  | 金田一少年的殺人 解決篇 | 漫畫第10案     | 5.7%   | 重拍版 |
| 8                                                                         | File06   | 6月19日  | 獵頭武者殺人事件        | 漫畫第9案      | 6.1%   | 重拍版 |
| 9                                                                         | File07   | 6月26日  | 歌劇院魅影的殺人        | 漫畫第28案     | 6.3%   |        |
| 10                                                                        | File07-2 | 7月03日  | 歌劇院魅影的殺人 解決篇 | 漫畫第28案     | 6.0%   |        |
| 平均收視率 6.2%（收視率由Video Research調查關東地區、家戶的即時統計資料） |          |          |                         |                |        |        |

#### 事件演員

##### 學園七不思議殺人事件（第1話）
| 角色       | 演員       | 介紹                                            |
| ---------- | ---------- | ----------------------------------------------- |
| 真壁誠     | 細田佳央太 | 不動高中學校的2年級生；推理作家；推理研究社成員 |
| 櫻樹琉璃子 | 大友花恋   | 不動高中學校的3年級生；推理研究社會長           |
| 尾之上貴裕 | 前田航基   | 不動高中學校的2年級生；推理研究社成員           |
| 青山千尋   | 天野花     | 十年前失蹤的不動高中學校女學生                  |
| 立花良造   | 杉本哲太   | 不動高中學校的保安，青山千尋的親生父親。        |
| 的場勇一郎 | 光石研     | 不動高中學校的物理老師                          |

##### 聖戀島殺人事件（第2、3話）
| 角色     | 演員       | 介紹                           |
| -------- | ---------- | ------------------------------ |
| 影尾風彥 | 佃典彥     | 帝王大學醫學部教授             |
| 潮小次郎 | 小坂正三   | 帝王大學醫院醫師               |
| 寒野美火 | 高橋優     | 帝王大學醫院醫師               |
| 伊豆丸險 | 小市慢太郎 | 醫療儀器廠的營業員             |
| 鱷瀨孝   | 神尾佑     | 醫療儀器廠的營業員             |
| 右龍茜   | 生田繪梨花 | 記者；調查聖戀島的秘密         |
| 凪田夏見 | 吉谷彩子   | 心花旅行的導遊                 |
| 霧聲晝子 | 余貴美子   | 度假屋管理員；聖戀島唯一的居民 |

##### 白蛇酒藏殺人事件（第4話）
| 角色       | 演員       | 介紹                                     |
| ---------- | ---------- | ---------------------------------------- |
| 白神音松   | 小野武彥   | 白蛇酒造社長；身體因病出狀況而從一線退下 |
| 姫小路鏡花 | 涼         | 白蛇旅館老板娘                           |
| 白神左紺   | 吉田悟郎   | 白神家長男；白蛇酒造副社長               |
| 白神蓮月   | 東直輝     | 白神家次男                               |
| 白神黄介   | 辻岡甚佐   | 白神家三男；五年前在火災事故後失蹤       |
| 黑鷹銀三   | 寺島進     | 白蛇酒造資深職人                         |
| 鷺森弦     | 岡山天音   | 白蛇酒造職人                             |
| 白神琴音   | 松浦佐知子 | 音松之妻；十年前因被白蛇咬而身亡         |
| 鬼門影臣   | 山根和馬   | 逃亡中的殺人犯；劍持因情報造訪白蛇村     |
| 久米       | 內田紳一郎 | 長野縣刑警                               |

##### 廁所的花子殺人事件（第5話）
| 角色     | 演員       | 介紹                |
| -------- | ---------- | ------------------- |
| 伊能耕平 | 中川大輔   | 山科藝術大學3年級生 |
| 國枝真紀 | 田邊桃子   | 山科藝術大學3年級生 |
| 獅子島龍 | 篠原悠伸   | 山科藝術大學3年級生 |
| 鳴澤研太 | 小野寺晃良 | 山科藝術大學2年級生 |
| 島田     | 隈部洋平   | 山梨縣刑警          |
| 鳴澤沙耶 | 森田想     | 研太的妹妹          |

##### 金田一少年的殺人（第6話、第7話）
| 角色       | 演員     | 介紹                             |
| ---------- | -------- | -------------------------------- |
| 五木陽介   | 渡邊大   | 音原出版社作家                   |
| 都築哲雄   | 戶塚祥太 | 東央電視台導演                   |
| 橘五柳     | 勝矢     | 有名非小說類作家；藏匿新作品原稿 |
| 大村紺     | 山西惇   | 飛躍社社長                       |
| 時任亘     | 今井隆文 | 神田川出版社編輯                 |
| 野中友美   | 宮澤艾瑪 | 自由編輯                         |
| 桂木優里奈 | 木村有希 | 寫真偶像                         |
| 高林登     | 高橋努   | 神奈川縣凪浦署刑警               |
| 菊藏       | 半海一晃 | 橘的別墅的管理人                 |
| 須藤麻衣子 | 小林涼子 | 都築的戀人                       |
| 前田醫生   | 櫻井聖   | 醫生                             |

##### 獵頭武者殺人事件（第8話）
| 角色     | 演員                     | 介紹                                           |
| -------- | ------------------------ | ---------------------------------------------- |
| 巽紫乃   | 仙道敦子、青年時期河村花 | 巽家家主藏之介的繼妻；劍持的青梅竹馬、中學同學 |
| 巽龍之介 | 吉村界人                 | 巽家的長男                                     |
| 巽萌黃   | 近藤華                   | 巽家的長女                                     |
| 巽征丸   | 福山翔大                 | 巽家的次男；養子                               |
| 仙田猿彥 | 田鍋謙一郎               | 巽家的傭人之一                                 |
| 冬木ウメ | 福井裕子                 | 巽家的傭人之一                                 |
| 岩田和巳 | 八十田勇一               | 巽家的顧問律師                                 |
| 巽綾子   | 葉山麗子                 | 巽家家主藏之介的前妻；已去世                   |
| 巽藏之介 |                          | 巽家家主；綾子與紫乃的丈夫；已去世             |

##### 歌劇院魅影的殺人（第9、10話）
| 角色       | 演員     | 介紹                                             |
| ---------- | -------- | ------------------------------------------------ |
| 湖月レオナ | 山本舞香 | 「遊民蜂起」劇團演員。                           |
| 白神海人   | 戶塚純貴 | 週刊SPOT記者。正在調查魅影一事。                 |
| 響靜歌     | 霧島麗香 | 歌劇院老闆。                                     |
| 影島一三   | 孔骨桑田 | 「遊民蜂起」演出家。                             |
| 氷森冬彥   | 七瀨公   | 「遊民蜂起」前劇團演員。                         |
| 城龍也     | 增田昇太 | 「遊民蜂起」劇團演員。                           |
| 三鬼谷巧   | 六角慎司 | 「遊民蜂起」劇團演員。                           |
| 繪門いずみ | 石川萌香 | 「遊民蜂起」劇團演員。                           |
| 霧生銳治   | 古川雄大 | 「遊民蜂起」前劇團演員。兩年前突然失蹤下落不明。 |

#### 工作人員
- 原作：（原作：天樹征丸、金成陽三郎 / 漫畫：佐藤文也）
- 導演：木村尚史（日语：木村ひろし）、丸谷俊平
- 劇本：川邊優子、大石哲也
- 配樂：兼松衆、斎木達彦、見岳章
- 執行製作：三上繪里子
- 製作人：櫨山裕子、岩崎廣樹、秋元孝之、大護彰子
- 製作協力：Office Crescendo（日语：オフィスクレッシェンド）
- 製作著作：日本電視台

#### 主題曲
《The Answer》
演唱：浪花男子（J Storm）

## 無電視劇化的故事
是指沒有製作成為電視劇集的故事或案件，目前系列的製作範圍只包括長篇漫畫系列案件、長篇小說系列案件，以及有聲書籍系列案件，但未來也許有可能會拍攝為電視劇，不包括其他短篇、遊戲與外傳等。
- 長篇漫畫

1. 「魔神遺跡殺人事件」
2. 「天草財寶傳說殺人事件」
3. 「怪奇馬戲團的殺人」
4. 「雪靈傳說殺人事件」
5. 「黑魔術殺人事件」
6. 「劍持警部的殺人」
7. 「鍊金術殺人事件」
8. 「食人研究所殺人事件」
9. 「雪鬼傳說殺人事件」
10. 「亡靈校舍的殺人」
11. 「狐火漂流殺人事件」
12. 「蟻獅穴壕洞殺人事件」
13. 「吸血櫻殺人事件」
14. 「人偶島殺人事件」
15. 「黑靈旅館殺人事件」
16. 「金田一二三綁架殺人事件」

- 長篇小說

1. 「歌劇院新殺人事件」
2. 「電腦山莊殺人事件」
3. 「雷祭殺人事件」
4. 「殺戮的深藍」
5. 「邪宗館殺人事件」

- CD有聲書

1. 「死神病院殺人事件」

## 電視劇版與原作的不同

### 第1代部分

#### 學園七不思議殺人事件
1. 金田一是轉學生，而美雪此時仍稱呼他金田一君。
2. 劍持警部與金田一初次見面，一直到最後金田一也只稱呼他刑警先生。
3. 真壁誠由前輩變為金田一與美雪的同班同學。
4. 櫻樹琉璃子發現七不思議的秘密契機不同：原作是地震，日劇則是倒下的書架砸中木板。
5. 追加真壁誠由於撒謊而受到偵訊的情節。
6. 兇手有兩名，殺害櫻樹琉璃子與尾之上貴裕、青山智弘的為女教師淺野令子；襲擊美雪的是的場。最後的場跳樓自盡，而被雨宮良造（取代原作的立花良造角色）殺害的則是淺野。
7. 美雪被襲擊後是被吊在樹上，尾之上則是被丟入泳池。
8. 真壁誠與鷹島友代在日劇版是固定班底。
PS：七個不思議的傳說與漫畫大有出入，它們分別是：生物教室的死人頭、滴血的廁所、永不開門的科學教室、不動的時鐘、無底的泳池、戀生吊人樹、被詛咒的音樂教室。

#### 異人館村殺人事件
1. 六角村改為十字村，殺害牧師夫婦的元兇由六人變為四人。
2. 刪除一色寅男、五塔蘭、連城久彥的角色，俵田孝太郎未在本案登場。
3. 草薙三子更名為冬木三子，蒙面人由原作的連城久彥變更為若葉之父時田十三及放火時頭部曾燒傷。
4. 金田一三人組不請自來，且為了阻止婚禮偷偷潛入。
5. 兇手代號由“第七個乾屍”更名為“第五個”，負責偵辦的刑警改為劍持警部。
6. 提出第五具木乃伊由其餘的殘肢拼湊組成的觀點不是金田一而是劍持警部。
7. 原作中有傳教士發現野生大麻的設定，日劇僅提到創建毒品工廠，也沒有火燒大麻田一幕。
8. 六星詩織、龍一母子姓氏更為神崎。
9. 神崎與若葉關係被披露的方式不同∶原作是張貼照片於學校公布欄，戲劇裏則是直接寄給時田十三。
10. 兜禮二沒有被殺。

#### 悲戀湖殺人事件
1. 橘川茂由美雪的表哥變為同班同學。
2. 刪除倉田壯一、河西小百合的角色。
3. 金田一被拆穿是代替橘川茂時，是在悲戀湖畔。
4. 第一個犧牲者由倉田壯一變為香山三郎。
5. 金田一詳細詢問眾人發生在小林星二遇害之前。
6. 小林星二死後，香山聖子並沒有被視為兇手。
7. 遠野沒有要脅金田一等人要殺掉甲田，而是自己砍傷甲田並在最終葬身湖底。（因為日劇版的黑死蝶殺人事件開頭不同於漫畫）
8. 告知小泉螢子與遠野英治是親兄妹關係之人是劍持警部。
9. 日劇版的事件名稱把“傳說”兩字拿掉。

#### 歌劇院殺人事件
1. 原作中的緒方夏代和早乙女涼子、仙道豐、神矢修一郎、醫師結城英作沒有出場。
2. 早乙女涼子的戲分由鷹島友代取代，因此話劇的克莉絲汀這個角色是由鷹島友代飾演。
3. 日高織繪被發現陳屍在舞台時，布幕是放下來的。
推理日高織繪死因的人物不同∶劍持警部的部下向井刑警推測是意外事故，劍持則判斷是殺人事件。
4. 推理桐生春美的死因劍持警部也有推理。
5. 新增一段真壁與佐木發現密道，黑澤老板自承是兇手的情節。
6. 沒有提到黑澤老板女兒之死，倒是爆料月島冬子曾經是老板的學生。
7. 日高等三人對月島的惡作劇方式是用噴彩條來噴灑她，原作是用少量酸液潑到裙子。
8. 金田一和美雪測試布幕有隔音的橋段是兩人立場對調，金田一先擅自進入舞台勘查現場，美雪後來對他喊話勸導。
9. 兇手最後的目標由早乙女涼子變為鷹島友代。
10. 原作的有森裕二與月島冬子一開始就是情侶，日劇裏的有森誤以為是自己單相思，是黑澤老板給他月島的遺書後才明白原來冬子也喜歡自己。
11. 原作裏有森是被十字弓射死，日劇則是跳海自盡。
12. 原作殺了三個人，電視則改為兩個人。

#### 秘寶島殺人事件
1. 火村康平和茅杏子的角色被刪除，參加秘寶島尋寶之旅只有五位客人。
2. 美作島主的屍體在雞舍被發現，原作則是藏屍於大時鐘內。
3. 說出有“神秘的第五位訪客”之人為柿本麻人，原作為茅杏子。
4. 驗屍者在原作是火村康平，日劇則是矢荻久義。
5. 在間歇泉受傷的不是金田一，而是美作碧。
6. 金田一測試温泉的酸鹼物質是用十元硬幣，原作是山童的首級。
7. 兇手誤導眾人認為克里斯為殺人者的方式不同∶原作是寄出有問題的邀請函，日劇是兇手刻意以矢荻的血寫下克里斯的名字。
8. 原作的佐伯航一郎與美作碧關係類似情侶，日劇則是接近姐弟。
9. 原作的航一郎被警方逮捕，電視劇中則被埋葬於洞窟之中。管家巖田英作的境遇正好相反。
10. 原作沒提及克里斯的身世，日劇則是回到美國的父母親身邊。

#### 絞首之學園殺人事件
1. 原作是發生在另外一個新的學校——四倉學園，日劇則依然在不動高中（特別班）。
2. 千家貴司和宮園彰、梶間軍治的角色被刪除，千家的戲份由真壁代替。
3. 金田一與室井矢一初次見面的情形不同∶原作是金田一從鞋底的泥巴推論他破壞了花圃，日劇則是從手上的粉筆灰得知他在黑板上寫下惡作劇文字。
4. 原作第一個犧牲者是古谷直樹，最後死者是仁藤伸幸，電視劇則正好相反。
5. 散播深町亡靈作祟的森宇多子，日劇更名為吉村理沙。
6. 沒有五十年前的監獄人犯自盡事件。
7. 沒有朝顏、夕顏兩種花之間的差異所帶來的小野和深町關係的推理。
8. 原作是千家貴司目睹古谷等人欺負深町、因害怕同樣被霸凌而逃走，日劇則是真壁被迫也揍了深町一拳。
9. 原作裏金田一只有對兇手告知深町油畫裏隱藏的真相，日劇裏則是在眾人面前公開。
10. 兇手的名字在原作是淺野遙子，日劇改為小野弓子。

#### 無首村殺人事件
1. 事件名稱完全變動，原作名稱為『飛驒機關宅邸殺人事件』。
2. 獵頭武者的傳說在原作裏是金田一與美雪被擄走後冬木醫師告知劍持，日劇則是一開始就由劍持警部告訴兩人。
3. 女僕桐山環、醫師冬木倫太郎和冬木梅、巽隼人的角色刪除。
4. 或許是入境隨俗吧，無論是出席生首祭典時，還是待在宅邸裏，日劇版金田一跟美雪都有換上和服，原作裏只穿著平常的便服。
5. 劍持與紫乃夫人關係不同∶原作是青梅竹馬，日劇則是劍持年輕時代在執勤任務時認識。
6. 事件結束後，金田一和劍持開始改口稱對方「大叔」和「阿一」。

#### 蠟人形城殺人事件
1. 邀請金田一與美雪參加懸疑之夜的人由明智改為劍持。
2. 愛德華·科倫坡變更為錢形健太郎，真木目由男性變為女性。
3. 推理金田一是殺害蠟人形兇手的人是錢形健太郎，而他也是在理查命案時以金田一收到烈德拉姆的信件得知殺害蠟人形手法而推論出他殺害兩人。之後金田一從煙窗的狀況判斷劍持警部是兇手，他從暖爐裏出現表示聽到所有對話。（簡而言之他可以視為是原作的明智警視與愛德華·科倫坡的結合）
4. 原作中說城堡裡沒有電燈只有蠟燭作為照明工具，但日劇版中當麻惠人形被殺害時劍持叫南山開電燈。
5. 提出“烈德拉姆”就是“殺人者”的人物，原作是愛德華·科倫坡，日劇中則是多歧川。
6. 原作中有一段金田一懷疑有秘密通道，當想探頭視察時臉碰到泥巴而灰頭土臉。
日劇版則改成：金田一跟美雪在泥墻裏發現白骨而差點被烈德拉姆給活埋。
7. 第三個犧牲者為日劇原創角色——律師山田隆明是被砍頭而亡。
8. 原作中發現第三個犧牲者前遭兇手下安眠藥的是明智警視，日劇則是美雪與劍持。
原作中明智人形被砍下頭部，日劇則是美雪人形。
9. 漫畫有一段劇情：瑪麗亞被懷疑是吸血鬼而被多歧川與真木目以鐵處女的方式來拷問，日劇版則是：瑪麗亞企圖殺害知道家族秘密的真木目被眾人阻止，此時劍持警部發現被坂東九三郎藏起來的白骨。
10. 日劇版揪出兇手的方法是：金田一故意寫下第四件命案的預告，接著刻意破壞自己的蠟人形讓眾人以為他成為第四個犧牲者。
11. 逼真兇認罪的關鍵，原作是汗水蒸發後結晶形成的鹽，日劇則是戒指的不同。
12. 原作作明智警視之父是因為不能解決三億元事件而在郁寡歡中病逝，日劇裏劍持警部之父似乎是在調查事件中身亡。
13. 原作中多歧川將眾人困於大火之中自己舉槍自盡，蠟人形城整個崩塌。日劇的多歧川則是將眾人趕出去後自己引爆炸藥身亡，還留下一句很雷但也很感動的遺言：「沒有寫一本以金田一君為主角的小說，是我一生最大的遺憾。」
14. 原作中坂東是被吊死，日劇裏則是坂東卻因瑪麗亞的右眼突然冒出紅光使蠟人形城十字架掉落貫穿自己而身亡。
15. 日劇裡本集的結尾金田一搬家，漫畫原作無此設定。

#### 雪夜叉傳說殺人事件
1. 原作裏金田一參與的演出是被有毒的咖啡毒死，日劇裡則是被雪夜叉砍死。
2. 原作的明智與劍持是偶然路過，日劇裏則是為了參與電視劇的演出。
3. 導演比留田原作裏為男性名字為雅志，日劇裏變更為女性名字是裕子。
4. 負責音響的人原作裏叫響史郎，日劇裡改名江川松夫。
5. 真壁與明智聯手向金田一挑戰（原作裏這兩人沒見過面，而且漫畫的七不思議是在雪夜叉之後）。
6. 明智認定速水玲香為兇手情節，在原作裡明智並不知道發電機停止供電之事，日劇版中則是知道而故意以此來測試金田一。
7. 發現明石道夫屍體藏在雪人的人，原作是綾辻真理奈（她在日劇裏只稱綾辻真理），日劇裡是比留田導演。
8. 飛機空難變更為巴士事故，比留田導演不但也在車上而且跟畫家冰室曾經是同學。
9. 看見鬼火的老伯在原作裡只是背冰村一帶的居民，日劇裡則成為真理的爺爺，最後為了不讓孫女再殺人而自願擋下子彈身亡。
10. 雪夜叉使用的兇器在原作裡是斧頭，日劇則是西瓜刀。
11. 第三位犧牲者高田是在冰天雪地之下被兇手追殺（原作第三犧牲者比留田雅誌是在房間裡遇害），雪夜叉殺人後救了到谷底探查線索而被困的金田一與玲香。
12. 冒牌冰室的本名原作裏叫水沼貴雄，日劇裏變更為水沼正三。
13. 在揭發兇手的證據裏多了傳真日期的問題。
14. 原作結尾是金田一去探望兇手、和明智再次會面，以及先後收到美雪和玲香贈與的巧克力，日劇改為金田一一行人坐飛機回家，明智形象崩塌因而樹倒猢猻散，真壁投靠劍持，劍持將明智的警察手帳扔回給明智。

#### 惡魔組曲殺人事件
1. 刪除了管家椿陽造這個角色，增加了田村英明的角色。
2. 原作角色的麥克·亨利在電視劇改為小澤龍二郎。
3. 原作角色紅亞理沙和御堂周一郎其實係父女關係，在電視劇改為一對戀人的關係。

#### 塔羅山莊殺人事件
1. 原作裏速水雄一郎沒有抽煙，小城拓也則有此習慣，日劇則是反過來。
2. 從死者伊丹吾郎口袋裏掉落的東西，原作是積雪，日劇則是枯葉。
3. 會塔羅牌占卜的人在漫畫裏是醫師結城英作，動畫是北條，日劇則是闖入的辻健二。
4. 辻健二闖入的時機原作裏是玲香入浴，日劇則是眾人在大廳談話。
5. 原作裏伊丹說了過去的三個事件，日劇裏只有提到十五年前兩名幼兒被誘拐一案。
6. 原作裏金田一始終沒有與速水雄一郎正式攤牌，日劇裏在赤間光彥死後金田一有當面指出速水老板是兇手。
7. “神秘的威脅者”想殺金田一滅口，原作裏是將他丟到下雪的風車山，日劇是把將他丟進河流。
8. 金田一逃生的方法：在原作裏是燒掉美雪織的毛衣讓風車運轉搭纜車回到山莊，日劇則是發射煙火引起注意。
9. 發現玲香不喜歡脖子上纏著東西的心靈創害，原作是披圍巾時被甩開，日劇是替她撥頭髮時被甩開。
10. 在玲香大喊小城是殺人兇手時，原作中小城說漏嘴承認自己殺了人，日劇是金田一勸玲香冷靜之後開始講事情真相。
11. 小城在原作裏為了救玲香而死於雪崩之中，日劇則是跳落山崖。
12. 原作的瀧下間太郎只是個玲香的狂熱粉絲，日劇裏則是醫科大學生負責驗屍。
13. 原作中事件發生在大雪紛飛的冬季，日劇改為夏季。

#### 金田一少年的殺人
1. 讓橘五柳出糗而火冒三丈的方法∶原作裏是用釣魚竿把假發吊起來，日劇則是將橘絆倒跌進游泳池。
2. 原作裏是長島警部推斷金田一是兇手，日劇是明智警視將金田一視為嫌犯，金田一欺騙向井而逃走。
3. 大村紺改名為赤帆紺，時任與花村姊妹的角色被刪除，落語家桂橫平改為偶像明星物部真理。
4. 和佐木一同前往書房的是鴨下，原作是花村棗。
5. 原作裏警官的配槍被列車車門夾住，日劇版則是皮帶被卡車鉤住。
6. 金田一在野中友美下榻旅館被警察團團包圍的脫困法，原作是挾持女服務生，日劇是挾持向井刑警。
7. 以空包彈射擊金田一的人原作中是明智，日劇裏是劍持。
8. 發現魚缸碎片散落於白線外是再次回到書房現場而發現，原作是離開東京時從照片得知。
9. 原作是設下陷阱讓真兇自投羅網，日劇是眾人集合起來揪出真兇。
10. 金田一示範從書房脫逃時，沒有用到鑰匙，而且是在講完真兇眼鏡輪廓問題之後才做此示範。
11. 有橘五柳原稿的磁碟片藏匿地點，原作是大時鐘裏，日劇則是雕像裏。
12. 日劇多了金田一與劍持事先將真正磁碟片掉包的情節。
PS：總之在日劇裏明智警視的形象大破格，從松本潤版起就取消了明智這個角色。
13. 真凶自殺時明智警視提議用警車送醫，原作是用直升機。

#### 怪盜紳士的殺人
1. 在海津里美與浦生剛三被殺之前，已有畫廊經營者鷲尾圭吾遭到殺害。
2. 金田一與劍持一起到浦生宅邸，真壁誠和其弟真壁實也跟來了，美雪沒有一同前往，而是跟家人到南方小島度假。原作沒提到真壁誠有弟弟。
3. 畫商羽澤星次無登場，原作裏是藉由他想買畫的話題來引出怪盜紳士，日劇則是金田一自己出馬。
4. 海津里美在原作是遭勒斃，日劇是被刀刺殺。以她為主題的畫原作裏是裸體，日劇是穿浴袍。
5. 原作中海津是先被殺後偷畫，日劇中則畫先被偷了。
6. 小櫻綁架事件發生在海津命案之後。
7. 對金田一告知可以看南十字星所在之處是真壁實，原作是和久田。
8. 原作是五木，日劇是美雪到達波照間島調查岸和田醫院。
9. 原作有冒牌怪盜紳士制作假預告卡片這段被刪去。
10. 怪盜紳士逃亡的工具在漫畫版是以黑色大汽球，動畫是直升機，日劇則是騎摩托車。
11. 刪去管家可能是和泉櫻生父的設定。
12. 詢問小櫻為何殺蒲生的是真壁誠，動畫是美雪，漫畫版是小宮山管家。
13. 小櫻及其父宣彥的姓氏原作為"和泉"，日劇只有"泉"一字

#### 異人館旅館殺人事件
1. 金田一因盲腸炎住院，美雪代替他前往旅館。
2. 俵田刑警登場，日劇中為劍持的學弟。
3. 萬代鈴江在原作是喝下毒酒而死，日劇是吸食到毒煙斗。
劇中提到原本的中毒者是腹語師，原作是小丑。
4. 兇手代號由“紅鬍子聖誕老人”改為“冥界小丑”。
5. 紅色房間變更為虹川幸雄居住。虹川的死法在原作裏是從背後捅刀而死，日劇版是被兇手以長矛之類的物品貫穿胸口。
6. 兇手奪取拍下事件關鍵的錄像帶，原作裏是殺人取物，日劇則是偽裝成偷竊現金而順手牽羊。
7. 美雪解開了改劇本以及下毒的手法，金田一則是解開密室之謎。
8. 沒有提到劇團團員吸毒以及旅館中有隱藏毒品的地點。
9. 兇手名字變更為兵藤鳴美，本名變更為文月蓮子。
10. 文月花蓮這個名字，在原作為北見花江的藝名，在日劇版變成本名兼藝名。

#### 墓場島殺人事件
1. 美雪沒有跟金田一到島上，原作的兇手森下麗美變成清白身，檜山的共犯是鷹島友代。
2. 刪除平嶋千繪、岡崎浩司郎和陣馬剛史的戲份，改為增加真壁戲份。
3. 岩野涉被設定為歸國子女。
4. 原作裏金田一等人並沒有與米村隊的隊員正式見面，日劇則有互相介紹過。
5. 兇手代號由“亡靈士兵”改為“存活的士兵”。
6. 難波昌平與萩元哲範的遇害順序相反。
7. 真壁忍受不了被困在島上而發飆，拿槍瘋狂掃射並搶奪食物和飲水。結果中了岩野事先布置的陷阱而大腿受傷。
8. 兇手們的動機是為了替黑坂村復仇，原作裏是回到東京後金田一與兇手森下麗美會面時才得知，日劇則是在眾人面前就坦白一切。
9. 兇手不在場證明瓦解的原因是因為隔壁防空洞的人沒聽見金田一的聲音，原作是美雪，日劇則是佐木。
10. 日劇中警察上島後，金田一才開解謎底，原作則是之前。
11. 日劇中有明確提到，警方已經在調查岩野等人以前在黑坂村玩生存遊戲時造成火災。
12. 米村被殺的死法，原作是吃毒膠囊的麵包，日劇改為在海邊被檜山給壓進水裡溺死。
13. 原作中提到岩野在巨大心理壓力之下很快也會承認之前在黑坂村犯下的事，日劇改為劍持稱岩野會接受法律制裁後，岩野挾持鷹島並大喊自己不要負任何責任。
14. 原作中檜山是獨擔罪責自殺身亡，日劇則是為保護被岩野挾持的鷹島而被岩野殺害，金田一憤而一拳毆倒岩野。

#### 上海魚人傳說殺人事件
1. 楊麗俐（小林千惠）更名為楊蕾麗（小林麗實）、楊王更名為楊達仁、王美魚更名為葉四蘭。
2. 中國人角色唐人美變更為外國人瑪露琪娜，與藤堂壯介對話時用英文。
3. 真人電影版中藤堂有講一些簡單中文。
4. 蕾麗被雜技團收留待了7年，原作為10年。
5. 原作中石達明對蕾麗有喜愛、支持，真人電影並沒有。
6. 美魚（四蘭）舉槍自盡，原作為團長散播造謠說美魚是人魚，真人電影為瑪露琪娜教唆達明把四蘭的化妝水調包成硫酸（達明並不知道換上的會是硫酸）。
7. 劍持前往上海，原作是為了調查10年前日本發生的命案，真人電影是因為李波兒委託。
8. 原作中金田一和美雪是住在酒店，真人電影改為楊小龍、楊蕾麗的家中。
9. 藤堂等人從日本走私的商品，從轎車改為家用電器。
10. 收藏黑錢的大時鐘沒有七巧盒的機關。
11. 追加金田一在被強制遣返日本前，請求再看一次節目的情節。
12. 追加金田一從機場逃回雜技團，還偷用別人的直排輪鞋。
13. 原作中楊麗俐把槍藏在自己養的老虎肚子裡，真人電影改為熊的肚子裡。
14. 真人電影版結尾，楊蕾麗意圖用刀自殺，被小龍擋住；因而小龍也上了救護車。
15. 李波兒在事件真相明瞭後，有向金田一提出要交朋友、歡迎金田一之後再造訪上海。
16. 第1代真人版最後一個案件，真壁、佐木、向井在故事頭尾登場（未參與事件本身），以美雪因父親工作緣故轉學、與阿一相互告白為結局。

### 第2代部分

#### 魔術列車殺人事件
1. 看見近宮玲子記下魔術點子的人改為劍持警部。
2. 金田一與劍持初次見面（因為換了演員班底），直到金田一被救之後針鋒相對的兩人才攜手合作。
3. 刪除了明智警視的部分。
4. 原作中金田一被地獄傀儡師高遠遙一誘入沼澤地，日劇則是冰窟之中。
5. 搬運屍體的手法原作是利用運貨列車，日劇則是車站的宅急便。
6. 原作中事件發生在陰冷的秋季，日劇改為冬季。
7. 佐木的角色在劇中改成叫三崎。
8. 原作是金田一與美雪一行人參加此次魔術秀，電視劇改為金田一與美雪多年後再見面，個別參加魔術秀途中在列車上偶然相遇。
9. 團員中的殘間里美是美雪的表妹。
10. 死骨原飯店經理長崎巧四郎與劍持警部是早已認識的朋友。
11. 刪除了炸彈風波那一段的劇情。
12. 金田一在本作初登場時是外校生，但後來有沒有轉到不動高中就無法確認。

#### 幽靈客船殺人事件
1. 劍持邀請阿一和美雪時也邀請妻子來，但妻子刻意不上船。
美雪另外也邀請一些朋友上船。
2. 女乘客時原優的角色被刪除。
3. 若王子遇害不見留下的摩斯密碼遺書，由大槻機關長負責翻譯，原作是由乘客的吉田來翻譯。
4. 阿一從熱牛奶的加熱方式得知船長房間的斷電之謎。
5. 劍持的手下扮演兇手挾持水崎來引誘真兇，動畫版是大槻機關長。
6. 阿一揭發案情最後，劍持亮出鹿島船長的航海日誌。
7. 日劇中阿一對香取洋子有好感。
8. 日劇中阿一等人乘坐的船是之前出過事的東洋號
9. 日劇沒有提到悲戀湖事件(因為演員換了班底)。
10. 日劇中香取洋子一度被挾持。

#### 法蘭西銀幣殺人事件
1. 鍵谷善司、葛萊梅伯爵的角色被刪除，向金田一和美雪講解六條和君澤的恩怨正是六條光彥。
2. 原作中六條光彥是想挖角鳥丸奈緒子到六條公司，日劇裡的六條只是個單純喜歡葡萄酒的老饕。
3. 長島滋警部未登場，事件由劍持警部負責。
4. 霧山小夜子更名為中山小夜子。
5. 奈緒子用窗簾布來臨時作出婚紗，原作是用桌布。
6. 弓削透由酒保變身為佛蘭西館經理。
7. 原作中金田一解開密室之謎是受貼上洋酒標籤為冒牌貨的啟發，日劇則是手機吊飾。

#### 黑死蝶殺人事件
1. 原作是五木和金田一、美雪採訪斑目紫紋，日劇則是和劍持警部受斑目揚羽邀請。
2. 人設和原作大顛覆：斑目家次女揚羽變更為男性。
3. 攝影師六波羅原作裏為男性名字為和馬，日劇裏變更為女性名字是舞子，是為揚羽的戀人，而且劇中還被警方懷疑是兇手。
4. 刪除深山日影的角色。
5. 小野寺變更為斑目紫紋的助手，並且與館羽無婚約。
6. 斑目長女館羽、三女琉璃遇害順序相反。
7. 金田一趕走館羽屍體上的夜光蝶，原作是揮外套，日劇是揮木棍。
8. 琉璃遇害後，金田一在原作中憤怒達到沸點、堅定要為琉璃討回公道，日劇中則是一度消沈、後來才恢復查案。
9. 綠女士和小野寺沒有葬身火海，被金田一和男版揚羽所救，揚羽說明父親遺言的意思，之後有叫小野寺一聲"哥哥"。
10. 原作須賀實上吊自殺就死了，日劇成為植物人活了幾年，至五年前才死，死前對斑目綠說出"不甘心"三個字。
11. 險些攻擊揚羽的毒蜘蛛，原作是在浴室的天花板上，日劇是在揚羽的外套上。
12. 斑目紫紋遇害地點，原作是房間，日劇是在戶外的水池。
13. 趕走停在死蜥蜴上的黑死蝶，原作是五木用腳踢，動畫是二三用木棍揮，日劇是阿一用腳踢。
14. 山野教授說出他知道須賀實是黑死蝶的發現者，是自己透漏給紫紋，原作是在綠放火導致黑死蝶都逃離之後，日劇是在綠說出自己是為了復仇才生下揚羽等三人之後，並向綠跟小野寺下跪道歉。

#### 速水玲香誘拐殺人事件
1. 阿一上節目原作是玲香請他當替身，日劇是以玲香男友的身分被邀請，而且是被佐木拖著去。
2. 玲香設定大更改：與金田一、美雪是小學同學；母親在玲香小時候失蹤，父親則在玲香國中時期去世。
3. 五木陽介未登場，逆井成美、小淵澤英成的角色被刪除。
4. 兇手代號由“小丑人偶”改為“影法師”。
5. 兇手弄暈玲香原作是用電擊棒，日劇是用電擊槍。
6. 原作中綁匪通過電話和警方聯絡，日劇則是電子郵件。
7. 交易之日美雪並未待在鏑木經紀公司，而是隨劍持警部到達交付地點，還救了金田一一命。原作是劍持跟一個不知名小男孩，動畫是金田一二三和劍持隨行。
8. 金田一身裝的追蹤器壞掉原作是在平交道，日劇是從公車上跳車後。
9. 金田一踏斷吊橋上跌落的戲份改為腳滑滑落後抓住繩子險些掉落，被美雪和劍持所救。
10. 安岡真奈美原作中沒有子女，日劇中育有一女。
11. 安岡真奈美在原作中被高遠毒殺滅口，日劇裏則是試圖跳河自殺而被玲香感化。
12. 真兇安岡真奈美在原作是被高遠在背後控制，但在日劇裡本案和高遠沒有任何關係。
13. 本案結尾在原作中是金田一發誓賭上爺爺的名聲抓住高遠，日劇裡則改為美雪和金田一吵架冷戰。

#### 魔犬森林殺人事件
1. 五十嵐郁登、二之宮朋子原作中是非醫學系大學生，日劇和其他人統一為醫大生。
2. 兇手由原作男性的千家貴司變更為女性的千堂恭子，她是美雪的朋友在前面也有出現。
3. 原作中的小狗是二之宮偷偷帶來的，日劇是美雪。
4. 日劇添加參道麻衣、二之宮朋子兩個女人爲了萬屋透而爭風吃醋的情節。
5. 謎題「格格不入的人」的答案在原作裡是公佈真相時才說明，日劇則是與渡邊等人初次見面就已說明。

#### 露西亞人偶殺人事件
1. 有頭大介、犬飼高誌的角色被刪除，佐木作為遺產候選人之一，取代犬飼高誌的地位。
2. 原作中金田一被寶田光二請來幫忙，日劇是佐木。寶田光二是在金田一等人到館後才見到。
3. 原作中劍持警部在事件解決後才出現，日劇則和金田一同往露西亞館。
4. 在第一宗殺人案後，劍持警部宣布停止爭奪財產遊戲。
5. 佐木與原作差異較大：為了財產變得癲狂，趁劍持警部瞌睡之際，偷走了他的配槍並交給高遠。
6. 日劇中幽月來夢拒絕劍持警部查房，並且放高遠遙一開槍打傷劍持來讓遊戲繼續。
7. 追加佐木與金田一談條件，以及後面反省自身行為、向劍持道歉的情節。
8. 日劇中幽月被殺時沒有被斬首。
9. 解開暗號文之謎的是女僕桐江想子，日劇是金田一。
10. 原作金田一發現自己手錶慢了之後沒有理會，日劇中則有校準時間的鏡頭。
11. 日劇提到桐江想子的父親名為桐江順一郎。
12. 拿到山之內恆聖《新露西亞人偶殺人事件》稿件的契機，原作是和五木見面，日劇改為和劍持見面時。
13. 結尾曝光金田一、和美雪的校服，這也是此版本中第一次有金田一和美雪穿校服的鏡頭(此版本前面事件兩人登場時都穿便服)，也間接表示金田一後來有轉學和美雪同校，但是在哪一集轉學就無法確定。
14. 第2代真人版最後一個案件。結尾處金田一拉住美雪的手，暗示金田一和美雪確定戀愛關係。

### 第3代部分

#### 吸血鬼傳說殺人事件
1. 作家遠山流太郎的角色改為攝影記者，並加入新角色不動產商安池薰。
2. 劍持警部是作為廢墟愛好者而加入，與金田一和美雪一開始並不認識。
3. 貓間純子想逃離民宿時，由於兇手佈置的陷阱及警告牌被迫中止。
4. 多了一個角色死亡安池薰。
5. 劇中的劍持警部會抽菸，並且會批評金田一粗俗用詞的問題。
6. 金田一劇中不喜歡人家拿爺爺與他比較，一開始也避開事件不想參與，中途還想逃離廢墟。

### 第4代部分

#### 香港九龍財寶殺人事件
1. 佐木是跟阿一、美雪一同去香港，原作是家族旅遊個別行動時偶遇。
2. 美雪一開始在逛街時被婦人潑濕，原作是被一個路過的小孩沾到冰淇淋，動畫版是被新力潑灑果汁。
3. 美雪被擄走時阿一先用滑板追上去，追到一半後改用腳踏車來追，原作是只用腳踏車。
4. 柳愛碧改名為劉艾薇、陳永福改名為張永福。
5. 服裝秀開幕聚會時用香檳慶祝，原作是用湯。
6. 阿一等人跟艾薇、楊蘭觀看雷射秀的夜景是在金龍東的住處。
7. 李白龍警官有私下盤問艾薇，瀧川發覺楊蘭假裝美雪並私下對蘭打量一番。
8. 李警官聽阿一提起楊蘭的刺青以及假裝美雪後責怪阿一為何知情不報，原作是李警官告訴阿一和佐木說楊蘭是王龍的女兒。
9. 阿一接到美雪的求救電話，掛斷後並未接到楊蘭自稱自己在東涌警察局的電話。
10. 楊蘭殺害艾薇時，原作是本來要注射毒針，可是摔破了針筒改用玻璃割喉，劇中沒出現針筒。
11. 阿一把鏡像文字暗示經緯度的提示告知李警官是用照片簡訊傳給他，原作是在劉艾薇的陳屍現場直接告知。
12. 200公尺鋼絲的釣線用遙控直昇機來牽引，原作是用吊錘垂降來連接釣線。
阿一推理真相前事先將大捆鋼絲預備好，原作是推理中當眾人的面前把衣架拉成鋼絲。
試範鋼絲還原成衣架用蒸氣熨斗加熱，原作是把整捆鋼絲放進熱水浴缸裡。
13. 楊蘭誤以為艾薇因貪財尋找龍之瞳，瀧川說艾薇是想物歸原主。
14. 美雪跟楊蘭未見面(因日劇為一人分飾兩角)。
15. 本案在日劇化時編劇原定讓李波兒登場露臉，並讓孫耀威參與演出，但因為與原作設定不符而取消計劃(因為原作本案並沒有李波兒警官)

#### 獄門塾殺人事件
1. 獄門塾改為國際學校，總校在台灣，分校在日本，案發地點為設於馬來西亞叢林中之校舍，甚至一部分當事人的角色設定也更改為台灣人。
2. 佐木龍二取代村上草太出場，並且刪除氏部清子與主角班底之一村上草太互相曖昧友好之情節。
3. 金田一、美雪、佐木三人入讀獄門塾的理由，改為因得知高遠的出沒而純粹的潛入作戰。
4. 李白龍警官取代明智健悟警視出場(加入其審問楊蘭得知高遠出沒的風聲之劇情設定)，作為潛入作戰的指揮。
5. 女老師嚴島蘭子一角更改為男老師堂島耕平。
6. 第二名受害者/當事人近衛元彥一角更改為台灣學生林智雄。
7. 霧澤透取代近衛元彥＆繪波百合香為第三名受害者/當事人。
8. 第四名受害者/當事人海堂瞳一角更改為台灣學生梅素鶯。
9. 第五名受害者/當事人鯨木大介一角更改為台灣學生陳劍隆。
10. 中屋敷學取代霧澤透為最後一名名受害者/當事人。
11. 原作霧澤透是理科組學生，日劇改為文科組。
12. 被關入"處罰室"的原作是霧澤透，為氏家貴之所殺；日劇是文科的中屋敷學，為濱秋子所殺。
13. 氏部清子取代中屋敷學為對主角一行人較有好的獄門塾學員。
14. 事件導火線由藍野修治一角取代改為韓國學生馬太知。
15. 阿一一行人前往月光莊即發現招牌手法，原作是坐車經過隧道看見隧道的燈，動畫是步行看見身旁山洞的燈。

#### 銀幕之殺人鬼
1. 不動藝術高中背景刪除，案發地點改為不動高中本校的電影社。
2. 劍持警部稱金田一為阿一，從此設定表示劍持警部和金田一已認識了一段時間。
3. 破案以後，增加了由於社長以及成員都被殺害，讓電影社團被廢，殘存社員加入推理研究社社員成為固定班底之情節。
4. 原作二三帶著保羅狗出現，電視改為真壁誠帶自己家的波羅狗，電視也刪除了二三的部分改為真壁誠。
5. 沒有一開始金田一去看玲香電影後與玲香相遇的橋段。
6. 取消黑河會占星術幫人算命。
7. 追加辻隼人這個角色。
8. 臧澤光手裡握的鑰匙原本是右手電視則改為左手。
9. 原作的剩餘紙杯是五個，電視改為三個。
10. 追加可以去拿備用鑰匙的橋段。
11. 臧澤光拍攝的電影名稱叫大追蹤改為殺人狂天蠍。
12. 原作刀片是放在肥皂，電視則刀片放在水龍頭開關，放刀片的是黑河。
13. 原作是利用到飲料變色顯影揪出兇手，電視改為在只有兇手的杯子外面底部才有寫字。
14. 原作金田一請劍持警部調查遊佐的身世告訴大家得知她是本多影行的妹妹，電視則是由遊佐本人自己說明。
15. 發現臧澤光拍攝電影進度表原本是發現真凶之後，電視改為臧澤光死後就發現了進度表。
16. 刪除金田一給了遊佐手錶的橋段。

#### 遊戲館殺人事件
1. 夜店的服務人員真津本潤一角更改為酒吧侍者町田和哉，最後追加與菊川梢結婚之情節。
2. 原作是金田一與美雪跟草太、岡崎、樹里、小茜一起去遊樂園，電視劇改成與推理研究社的人一起去。
3. 原作金田一與美雪是跟夥伴走失後才搭上巴士，劇中改成美雪陪金田一去歸還遊樂園的3D眼鏡，但是遊樂園打烊因而搭上末班車。
4. 在第一個關卡原本設定是倒數五分鐘內解答改為三分鐘內，而每個人只能答一個問題改成一分鐘一個題目可以重複回答。
5. 金田一在第一關有幫助美雪但是電視劇卻沒有，只給提示。
6. 第二關解智慧環的一般鑰匙改成房卡鑰匙。
7. 刪除了第三關在廚房吃泡麵過關的部分與第五關。
8. 最後施放催淚瓦斯的地點是第五關，電視劇則是與找鑰匙那關地點施放催淚瓦斯。
9. 刪除明智警視幫忙調查的部分。

#### 鬼火島殺人事件
1. 當事人角色大幅度更動，故事背景改為醫大實習研修。
2. 刪除了大野公平、花村麻美、太田綾與富永純矢的角色。
3. 沒有加以描述百日紅這間房間名稱的由來。
4. 原作新谷百合是海老澤邦名的姊姊，日劇改為海老澤邦名的阿姨。

#### 金田一少年敢死之行
1. 場景由香港改為日本本土的神奈川縣，同時事發地點由酒店廢墟變更為深山中，原作教授縱火焚燒酒店的設定亦被取消，
2. 原作第一名被害人是被高遠遙一假扮的神父用毒酒毒死，電視劇中改為在洞窟中被狩谷純用長矛刺殺。
3. 周龍道一角改名為道場龍，南麗晶改名為南麗子。
4. 狩谷純被高遠遙一用毒箭刺傷入院的設定取消，改為金田一手臂被劃傷。
5. 刪除了速水玲香、五木陽介、李波兒刑警(原為孫耀威演出)、楊小龍(原定竹內涼真)、江建一、香蝴蝶，增加了友利圭的角色。
6. 明智警視的部分由劍持警部取代。
7. 松岡修治、四之宮徹和藤井文香收到恐嚇包裹原本是神山康介的右手，改為神山康介的照片。
8. 原作被刺殺的明智警視沒死的訊息告知金田一是用報紙告知，改為被刺殺的劍持警部沒死的訊息是透過真壁誠用電視新聞告知金田一。
9. 原作的表演者的名稱是面具人，電視改為川上剛史。
10. 金田一去看魔術秀的原因是五木陽介告知他訊息而一起去，電視改為推理研究部收到催眠秀招待券。
11. 原作高遠詐死逃走，但之後偽裝劍持警部出境而被逮補，電視版改為偽裝某一刑警後被揭穿直接逃走。
12. 刪除兇手幫金田一擦拭臉上番茄醬的手帕成了之後的關鍵證據。
13. 金田一看照片發現狩谷純(道場龍)實際年齡，原作是(香港)領事館前插著英國國旗，日劇是老街後方未有事發的飯店建築。

#### 雪影村殺人事件
1. 原作設定為冬天，電視劇改成夏天。
2. 金田一去雪影村原本是要去參加葉多野春菜的喪禮改成金田一要去雪影村旅行。
3. 刪除了時光膠囊的劇情。
4. 春菜的死亡原本設定是昨天割腕自殺，電視劇改成一年前服藥自殺。
5. 原作兇手偷走上送箭後馬上犯案，電視改為偷走上送箭後一年才犯案。
6. 葉多也春菜的死訊原作是島津匠打電話告知，日劇是到雪影村之後才從其他人口中得知。
7. 佐木跟真壁誠隨金田一一同前往雪影村。
8. 金田一推理時跟凶手約定的地點原作是廣場的樹下，日劇是教室裡。
9. 原作中美雪未登場，電視劇則設定為因為金田一在學校和別人講美雪每天內褲是什麼顏色而和金田一吵架、因而沒與金田一隨行，但結尾仍然出現。

#### 薔薇十字館殺人事件
1. 白樹紅音的角色被刪除，改由真壁誠作為火災倖存者之一，取代白樹紅音的地位，與佐久羅京為失散兄弟。
2. 小金井睦的角色被刪除。
3. 由於原作首名被害人皇翔出場畫面過於血腥，電視劇中被改為以死亡面具的形式出現。
4. 原作只有金田一和高遠親眼目睹被害人禪田和服的右袖被扯掉，劇中則是被所有人看見。
5. 謀殺目標之一冬野八重姬並沒有直接偷竊藍色薔薇之行為，有點路過卻被其他當事人拖下水的意味。
6. 原作結尾兇手月讀吉賽兒企圖用遙控器引爆炸彈炸毀薔薇十字館，劇中則是試圖自殺。

### 第5代部分

#### 學園七不思議殺人事件
1. 青山千裕一角的造型從短髮變成雙馬尾辮。
2. 不動高中舊校舍的前六大不可思議，分別為「打不開的生物教室」、「手掌爬動的印刷室」、「血染之井」、「刻印死亡的大時鐘」、「無底的游泳池」、「魔之十三階梯」。
3. 不動高中舊校舍的前六大不可思議，從的場為了掩蓋真相而編造的，改成學生之間虎扯編造。
4. 不動高中舊校舍的第七件不可思議改成沒人知曉真相，後從的場口中得知為「鮮血的音樂教室」。
5. 刪除掉原作角色鷹島友代。
6. 的場在原作兼任推理研究會顧問，本作中純粹只是物理教師。
7. 推理研究會在原作原為舊校舍的樂器室，本作改為舊校舍的音樂教室。
8. 真壁的小說代筆對象改成佐木龍太。
9. 刪除琉璃子邀請阿一進入社團的劇情。
10. 琉璃子發現牆壁之事的契機改成推倒真壁時鐵製架子將牆壁砸落碎片。
11. 琉璃子生前所留下的「牆壁藏屍」密碼從詩詞碼變成數字碼。
12. 琉璃子生前打電話告知的對象從阿一改成美雪。
13. 因刪除掉鷹島的關係，所以待在警衛室的人改成佐木。
14. 本作刪除掉真壁誠解開兇手誤導真相用的密室手法。
15. 尾之上遇害的主因改成怒撕貼在藏屍牆壁上的真壁海報後無意間看到骨骸而被殺害。
16. 尾之上遇害前前並未得知櫻樹琉璃子留下的密碼，所以無其解開密碼的同時遭到襲擊殺害的劇情。
17. 劇情追加真壁先後因櫻樹琉璃子和尾之上被殺害之事而被當成嫌疑犯的劇情。
18. 美雪被襲擊的原因從想撕掉海報變成想破解琉璃子遺留下的密碼。
19. 原作中在美雪遭到襲擊後，阿一因此頹廢喪志直到後面才提起振作，本作中反而一心想抓出兇手。
20. 原作中阿一是透過找到琉璃子留下的檔案磁片而破解密碼，本作中則是密碼文件遭到刪除後透過佐木的攝影畫面破解密碼。
21. 六名遺體的身份從高畑製藥的試藥對象變成鷹畠建設的建築工人。
22. 當年六名遺體的死因是服用實驗失敗的藥物致死變成因吸入過多的毒氣瓦斯而中毒身亡。
23. 當年遺體的埋藏地點從前六大不可思議所在地點改為舊校舍所在地的地面下。
24. 的場被接露兇手的身份後的反應從原作中為自己狡辯變成坦然地將當年真相說出。
25. 青山的身亡原因從與的場爭執中從樓梯墜樓意外身亡變成因發現屍骨的關係而被的場叫來音樂教室慘遭遇害。
青山千裕被認為失蹤為七年，本作為十年。
26. 的場在原作中被刺殺身亡，本作中改成受傷活下來後被警方逮捕。
27. 本作中佐木因此案而不再當真壁誠的代筆而自願當阿一的小弟。
28. 原作中事件後真壁反被鷹島所控制一切，本作中事件後真壁企求龍太繼續當他的小說代筆。

#### 聖戀島殺人事件
1. 原作凪田空也一角，從男性角色變換成女性角色凪田夏見，職業亦從電視台製作人變換成導遊並且曾經是帝王大學醫院的護士卻因受三名被害者給陷害而被迫離職。
2. 刪除掉原作角色奧之木武藏、鬼島高彥、海星終吾。
3. 阿一等人的釣魚同行者追加佐木。
4. 三名被害者順序變更為寒野美火、潮小次郎、影尾風彥。
5. 潮小次郎被捲入大海時跳下水嘗試救人的人從劍持變更為阿一。
6. 追加凪田夏見被影尾性騷擾，阿一和佐木兩人都不肯上前阻止，最後美雪奮勇掩護凪田的情節。
7. 兇手結尾有告誡金田一說若不想要失去他很重要的東西就不要太沈迷推理。
8. 阿一在事件中對美雪的態度變為較不耐煩，反而是美雪想要利用好這次出遊時機和阿一好好相處、佐木對於被阿一冷落的美雪有關切；與原作阿一幻想和美雪有情感突破形成巨大反差。

#### 白蛇酒藏殺人事件
1. 原作角色有鏡花的女兒蒼葉，但在電視劇版中無此人物。
音松社長的兩個亡妻，電視劇中沒有第二任妻子鞠乃。
2. 白神全家福照片是被美雪拿走作參考，原作是金田一拿走的。
3. 白神左绀在原作中被刺穿喉嚨而死，電視劇版則是被吊死。
4. 金田一拍下提著手提袋握法的照片有對所有的人拍照，原作只對鷺森弦一人。
5. 鏡花原作結果是遭蒼葉飼養的有毒白蛇給咬傷中毒身亡的，電視劇則是遭到逮捕。

#### 廁所的花子殺人事件
1. 事件名稱完全變動，原作名稱為『亡靈學校殺人事件』。
2. 事件當事人身份從高中生變更為大學生，其中獅子島的名字從『隆』變更為『龍』。
3. 事件發生地點從廢舊的學校改為醫院。
4. 草太未登場，取而代之的是佐木陪同金田一與美雪前往民宿。
5. 追加佐木拍攝廢棄醫院周圍與辦案手法的情節。
6. 試膽大會期間，原作中美雪因為害怕而未實際進入廢棄學校的廁所，電視劇則改為阿一、美雪、佐木一起進入廢棄醫院。
7. 伊能耕平遇害後衣服上被潑紅墨水的情節，原作中不知道是誰做的（涉及靈異），電視劇改為兇手潑灑。
8. 原作是在發現伊能身亡前，研太談及伊能作品的傳聞令真紀動怒，電視劇則在之後獅子島談及與懷疑真紀殺害伊能因而惹怒對方。
9. 原作結尾是案件數個月後，阿一在準備學園祭期間在圖書館苦於鑽研靈異現象，電視劇結尾則是案件結束後阿一和美雪互相買飲料，而佐木錯過回程巴士。

#### 金田一少年的殺人
1. 故事背景從長野縣改為神奈川縣。
2. 刪除明智的角色，對阿一開槍的指令由劍持代替。
3. 刪除花村姐妹、鴨下明、針生聖典的角色，傭人菊婆婆改為年長男性菊藏，長野縣警部長島滋改為神奈川縣凪浦署警部高林登，落語師桂橫平改為偶像桂木優里奈。
4. 五木初登場從自由職業作家改為音原出版社作家並設定為劍持友人，因與劍持的關係而願意出手幫助阿一。
5. 原作中金田一因為美雪被橘給性騷擾怒不可遏，決定用釣魚竿惡作劇拔下其假髮令其出糗；新版電視劇改為優里奈被喝醉的橘性騷擾，而金田一恰好被桂木推到橘面前，橘遂與金田一扭打時不慎掉入游泳池。
6. 阿一開槍的提示，由原作的BB機所用到的五十音密碼變更為紙條上用橙汁製作的隱形墨水。
7. 小說原稿，由原作的磁碟片變更為SD記憶卡。
8. 原作都築替換的近視以及遠視眼鏡都屬於都築本人，新版的年紀變更為較年輕，遠視眼鏡為被害者橘所有。
9. 原作都築需要捐腎對象為其女兒，新版電視劇改為其未婚妻。
10. 原作美雪參與事件全程，新版電視劇則未參與事件本身。

#### 獵頭武者殺人事件
1. 事件名稱完全變動，原作名稱為『飛驒機關宅邸殺人事件』。自第1代「無首村殺人事件」後再度改編。
2. 原作巽家還有個最小的弟弟，新版電視劇只有出現妹妹，多年前龍之介打算毒害的對象由弟弟改為妹妹。

#### 歌劇院魅影的殺人
1. 事件名稱變動，原作名稱為『劇場館·第三次殺人事件』。
2. 原作歌劇院是在島上，電視劇是在山上。
3. 刪除響美土里的角色。
4. 繪門泉被殺後，原作發現吊燈線切口的是白神，電視劇是金田一。
5. 原作劍持被攻擊以及三鬼谷巧被殺是在晚上，電視劇是白天。
6. 玲於奈丟三鬼谷巧的手掌的地點，原作是歌劇院到塔的路上，電視劇是在塔內最底層的樓梯旁。
7. 原作踢到三鬼谷巧遺體的是金田一，電視劇是美雪。
8. 原作發現劍持被關在地下迷宮是在城龍也被殺之後，電視劇是之前。
9. 原作劍持在地下迷宮被發現後一直清醒，電視劇發現時清醒但後來昏迷一段時間。
10. 原作在地下迷宮金田一是踩到電池滑倒才發現電池，電視劇是直接看到。
11. 原作先發現城龍也屍體的是響美土里，電視劇是金田一。
12. 刪除冰箱食物被弄一地的橋段。
13. 原作遺體是放在劇場，電視劇歌劇院內有間祈禱室，遺體都移至那。
14. 原作金田一想到鑰匙手法是看到蜘蛛，電視劇是蟑螂。
15. 原作金田一是在劇場推理並親自操作吊燈手法，電視劇是在地下迷宮推理，吊燈手法是金田一下指示，美雪跟佐木操作。
16. 原作玲於奈知道霧森被丟在樹海是參加節目錄影時發現他留下的筆記本，電視劇是聽到繪門泉、三鬼谷巧、城龍也三人的對話。
17. 玲於奈放火後，原作金田一是把玲於奈救到地下迷宮深處懸崖邊的洞口等火熄再上去，電視劇因為是在地下迷宮放火，所以是救到外面的長椅上。
18. 電視劇中劍持是在解謎篇的中段才知道金田一是金田一耕助的孫子，此設定在播出時被網友、粉絲們批評。

## 備註

### 註腳
1. ↑  屬於傑尼斯事務所
2. ↑  當時是傑尼斯Jr.的成員
3. ↑  原作標題為「亡靈學校殺人事件」。
4. ↑  原作標題為「飛驒機關宅邸殺人事件」。
5. ↑  原作標題為「歌劇院第三次殺人事件」。

## 外部連結
- 《金田一少年之事件簿5》 （页面存档备份，存于）
- 在Disney+上觀看《金田一少年之事件簿》
- 金田一少年之事件簿5的X（前Twitter）
- 金田一少年之事件簿5的Instagram帳戶

## 節目的變遷
| 日本 日本電視台 週六連續劇               | 日本 日本電視台 週六連續劇                     | 日本 日本電視台 週六連續劇                                    |
| ---------------------------------------- | ---------------------------------------------- | ------------------------------------------------------------- |
|                                          | 金田一少年之事件簿1 （1995.7.15 - 1995.9.16）  |                                                               |
| 無家可歸的小孩2 （1995.4.15 - 1995.7.8） | 怪廚博士 （1995.10.21 - 1995.12.16）           |                                                               |
| 透明人間 （1996.4.13 - 1996.7.6）        | 金田一少年之事件簿2 （1996.7.13 - 1996.9.14）  | 聖龍傳說 （1996.10.19- 1996.12.21）                           |
| 明日があるさ （2001.4.21 - 2001.6.30）   | 金田一少年之事件簿3 （2001.7.14 - 2001.9.15）  | 歓迎!ダンジキ御一行様 （2001.10.20 - 2001.12.15）             |
| （2014.4.12 － 2014.6.21）               | 金田一少年之事件簿N （2014.7.19 － 2014.9.20） | （2014.10.11 － 2014.12.13）                                  |
| 日本 日本電視台 週日連續劇               |                                                |                                                               |
| 真凶標籤 （2021.10.10 - 2022.3.13）      | 金田一少年之事件簿5 （2022.4.24 － 2022.7.3）  | 新・信長公記 ～同班同學是戰國武將～ （2022.7.24 - 2022.9.25） |